# Oxidásványok

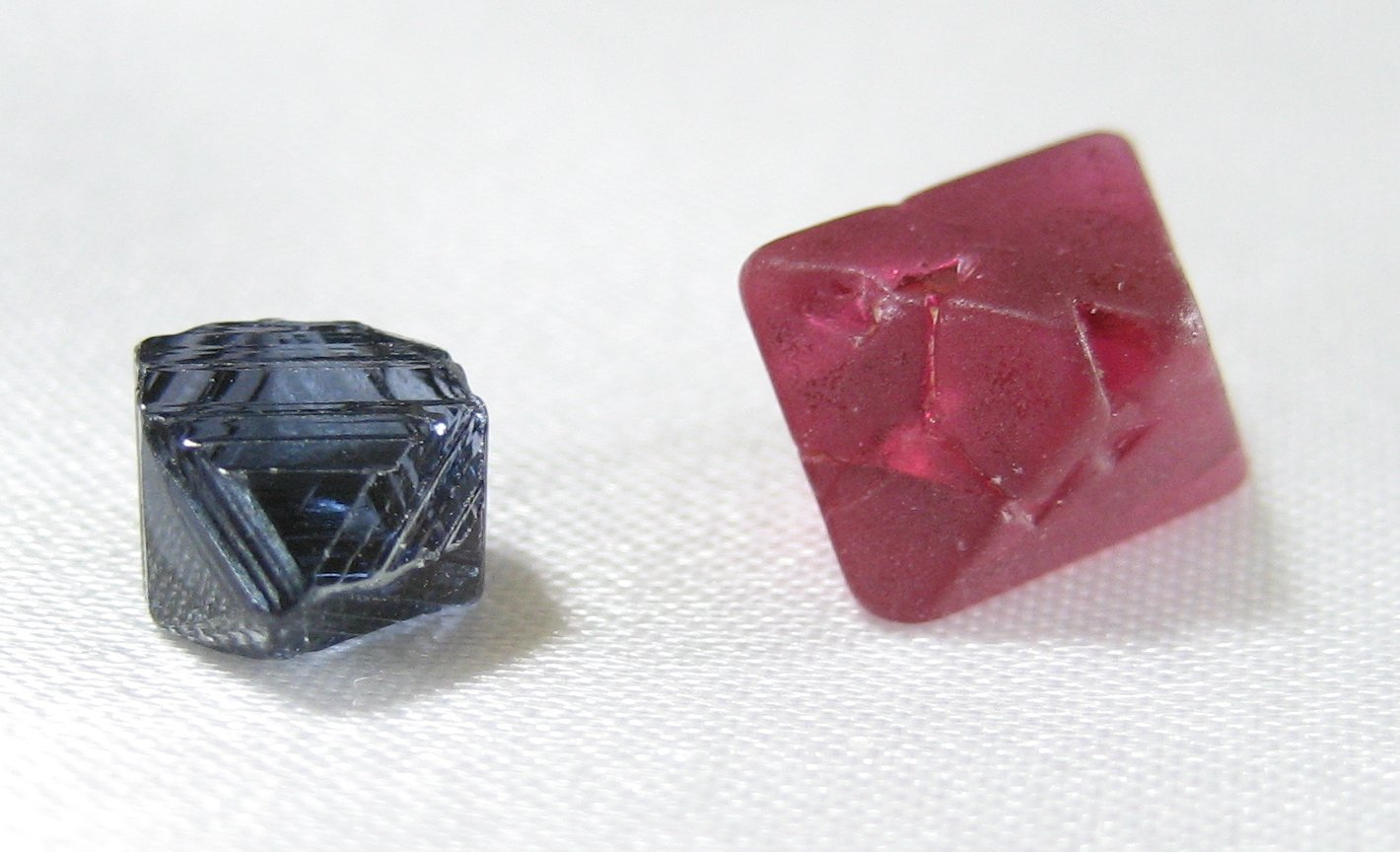
Spinell

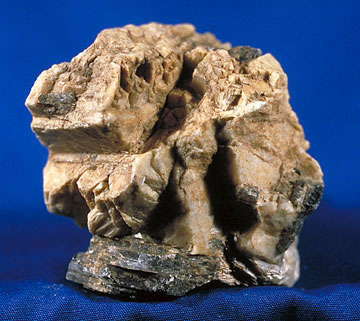
Korund

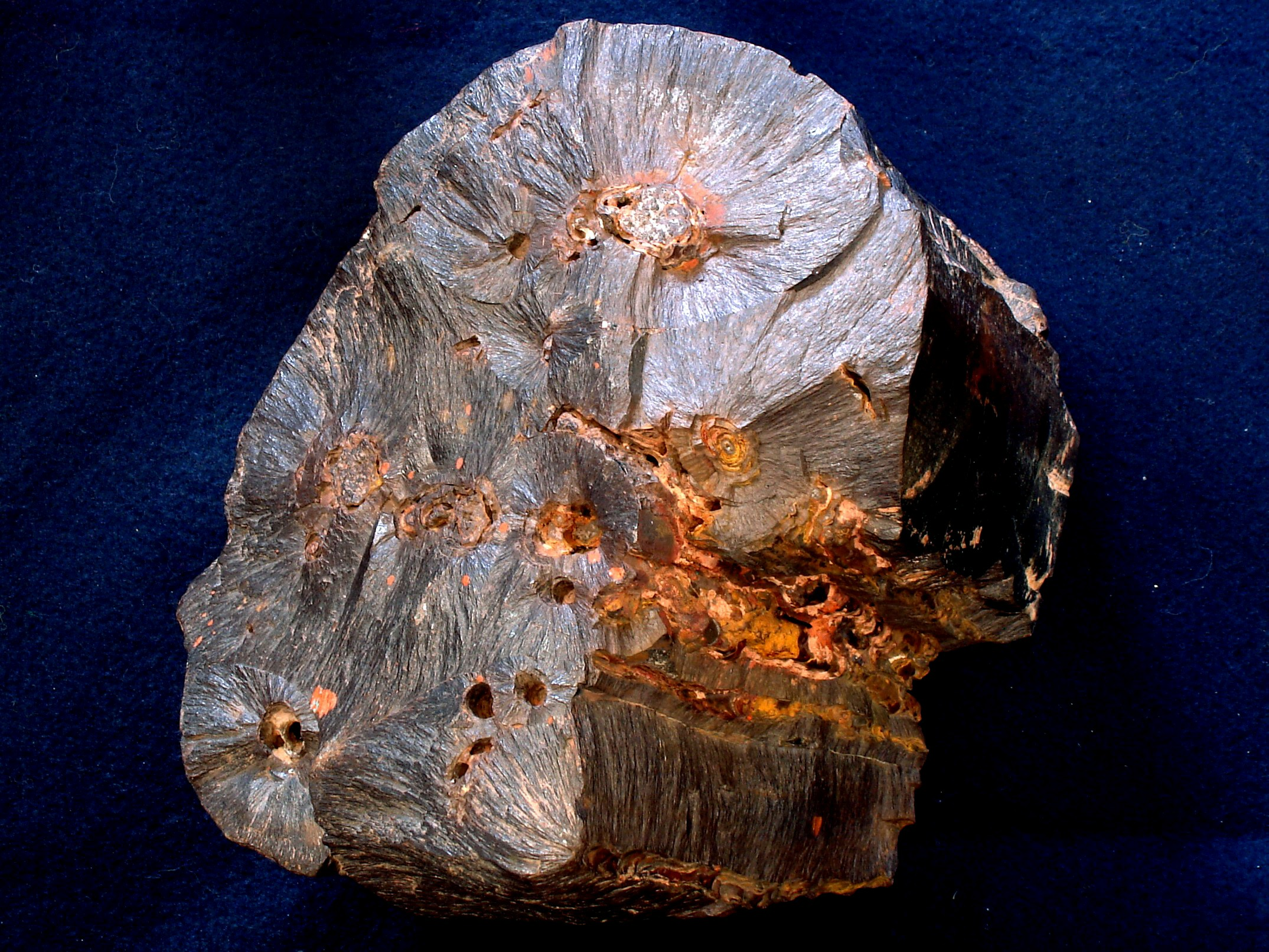
Goethit

Az oxidásványok képezik az ásványrendszertani osztályozás egy ásványosztályát. Ide tartoznak a fémek oxigénnel valamint hidroxil-gyökkel alkotott vegyületei. Ebbe az osztályba tartoznak a legfontosabb vasércek. Sok oxidot drágakőként hasznosítanak, de ide tartozik a jég is.

## Előfordulásuk
A természetben az oxidok fajainak száma aránylag nem nagy, de egyes vegyületek elég tekintélyes mennyiségben szerepelnek. A Földet felépítő övekben az oxidok mennyisége, illetőleg képződési lehetősége kifelé gyarapszik, így a legnagyobb dúsulás a litoszférában és annak felszínén jön létre. A litoszférában az önálló (egyszerű) oxidok átlagos mennyisége mintegy 17%-ra becsülhető, aminek túlnyomó része (12,6%) a SiO2-re jut, jelentősebb még a vas-oxid és -hidroxid (3,9%) mennyisége; a fennmaradó 0,5% pedig a többi oxidból, elsősorban az alumínium (Al), mangán (Mn), titán (Ti) és króm (Cr) oxidjaiból kerül ki. A légkörben a szén-dioxid és a vízgőz képviselik az oxidos formát, a hidroszférában pedig a víz.

## Jellemzőik
Az oxidok osztályába tartozó vegyületeknek majdnem kivétel nélkül kristályos szerkezete van. E szerkezetek elvileg ionrácsok, ahol anionként csakis az O2−, illetőleg a vele közel azonos térigényű OH− ion szerepel. Az oxidok, az erősebb heteropoláros kötések miatt tömöttebbek, szilárdabbak, keményebbek. Az átlagos keménységük 5-7 a Mohs-féle keménységi skálán, a korund azonban 9-es keménységű és a skála egyik etalon ásványa. Ezzel szemben a hidroxidok kevésbé stabil vegyületek, így keménységük is csekély. Mivel a vegyületek ionos kötésekkel épülnek fel, az oxidok csak részben fémes megjelenésűek, uralkodóan nem fémesek. A színezettségük allokrómás jellegű, azaz szennyeződések okozzák. Gyakori a fekete, barna, vörös színeződés, amivel legtöbbször félig fémes fény is együtt jár. Az osztály tagjai sorában paramágnesesség és ferromágnesesség is előfordul.
Az oxidok osztályába tartoznak azok az oxidos szerkezetek is, melyeket korábban önálló csoportoknak tekintettek (aluminátok, niobátok, titanátok stb.). Ezek abban különböznek az oxidoktól, hogy szerkezetükben két vagy több, rendszerint eltérő vegyértékű kation létesít oxidkapcsolatot. Ezek az összetett oxidok.

## Oxidok és hidroxidok rendszerezése

### A Dana-féle rendszer
A hagyományos Dana-féle ásványrendszertan az oxidokat és hidroxidokat egyetlen osztályba sorolja. Az új, átdolgozott rendszertan viszont ezt az osztályt felbontja ötre:
| - III - 4 Oxidok - 4.0 Besorolatlan oxidok - Oxidok - 4.0.0.0 Ashanit (Nb,Ta,U,Fe,Mn)4O8 - 4.0.0.0 Donathit (Fe,Mg)(Cr,Fe)2O4 - 4.0.0.0 Krasnogorit WO3 - 4.0.0.0 Mengxianminit (Ca,Na)3(Fe,Mn)2Mg2(Sn,Zn)5Al8O29 - 4.0.0.0 Romanit (Fe,U,Pb)2(Ti,Fe)O4 - 4.0.0.0 Tantalowodginit (Mn2,[ ])4Ta4Ta8O32 - 4.0.0.0 Wolframoixiolit (Fe,Mn,Nb)(Nb,W,Ta)O4 - Egyszerű oxidok - 4.0.0.0 Ungursait NaCa5(Ta,Nb)24O65(OH) - Víztartalmú oxidok - 4.0.0.0 Klinobirnessit Na4Mn14O27·9(H2O) - Oxosók - 4.0.0.0 Chubutit Pb7O6Cl2 - 4.1 Egyszerű oxidok 1+ kation töltettel - 4.1.1.1 Kuprit Cu2O - 4.1.2.1 Jég H2O - 4.1.3 Gáz-hidrát csoport - 4.1.3.1 Metán-hidrát-I 46(H2O)·2(S)·6(L) - 4.1.3.2 Metán-hidrát-II 136(H2O)·16(S)·8(L) - 4.1.3.3 Metán-hidrát-H 34(H2O)·3(S)·2(M)·1(L) - 4.2 Egyszerű oxidok 2+ kation töltettel - 4.2.1 Periklászcsoport - 4.2.1.1 Periklász MgO - 4.2.1.2 Bunsenit NiO - 4.2.1.3 Manganozit MnO - 4.2.1.4 Monteponit CdO - 4.2.1.5 Mész CaO - 4.2.1.6 Wüstit FeO - 4.2.1.7 Hongquiit TiO - 4.2.2.1 Cinkit (Zn,Mn)O - 4.2.2.2 Bromellit BeO - 4.2.3.1 Tenorit CuO - 4.2.4.1 Litargit PbO - 4.2.5.1 Romarchit SnO - 4.2.6.1 Montroydit HgO - 4.2.7.1 Massicot PbO - 4.3 Egyszerű oxidok 3+ kation töltettel - 4.3.1 Korundum-Hematit csoport - 4.3.1.1 Korund Al2O3 - 4.3.1.2 Hematit Fe2O3 - 4.3.1.3 Eskolait Cr2O3 - 4.3.1.4 Karelianit V2O3 - 4.3.2.1 Akdalait (Al2O3)4·(H2O) - 4.3.2.2 Ferrihidrit Fe2O3·0,5(H2O) - 4.3.3.1 Perovszkit CaTiO3 - 4.3.3.2 Latrappit (Ca,Na)(Nb,Ti,Fe)O3 - 4.3.3.3 Loparit-(Ce) (Ce,Na,Ca)2(Ti,Nb)2O6 - 4.3.3.4 Lueshit NaNbO3 - 4.3.3.5 Tauszonit SrTiO3 - 4.3.3.6 Izolueshit (Na,La,Ca)(Nb,Ti)O3 - 4.3.4.1 Nátroniobit NaNbO3 - 4.3.5.1 Ilmenit FeTiO3 - 4.3.5.2 Geikielit MgTiO3 - 4.3.5.3 Pirofán MnTiO3 - 4.3.5.4 Ecandrewsit(Zn,Fe,Mn)TiO3 - 4.3.5.5 Melanosztibit Mn(Sb,Fe)O3 - 4.3.5.6 Brizziit-III NaSbO3 - 4.3.5.7 Akimotoit (Mg,Fe)SiO3 - 4.3.6.1 Macedonit PbTiO3 - 4.3.7.1 Maghemit Fe2O3 - 4.3.7.2 Bixbyit (Mn,Fe)2O3 - 4.3.8.1 Avicennit Tl2O3 - 4.3.9.1 Arzenolit As2O3 - 4.3.9.2 Senarmontit Sb2O3 - 4.3.10.1 Claudetit As2O3 - 4.3.10.2 Bizmit Bi2O3 - 4.3.11.1 Valentinit Sb2O3 - 4.3.12.1 Sillenit Bi12SiO20 - 4.3.13.1 Sphaerobizmoit Bi2O3 - 4.3.13.2 Krómbizmit Bi16CrO27 - 4.4 Egyszerű oxidok 4+ kation töltettel - 4.4.1 Rutilcsoport - 4.4.1.1 Rutil TiO2 - 4.4.1.2 Ilmenorutil (Ti,Nb,Fe)O2 - 4.4.1.3 Struverit (Ti,Ta,Fe)O2 - 4.4.1.4 Piroluzit MnO2 - 4.4.1.5 Kassziterit SnO2 - 4.4.1.6 Plattnerit PbO2 - 4.4.1.7 Argutit GeO2 - 4.4.1.8 Squawcreekit (Fe,Sb,W)O4·(H2O) - 4.4.1.9 Stishovit SiO2 - 4.4.2.1 Varlamoffit (Sn,Fe)(O,OH)2 - 4.4.3.1 Downeyit SeO2 - 4.4.3.2 Paratellurit TeO2 - 4.4.4.1 Anatáz TiO2 - 4.4.5.1 Brookit TiO2 - 4.4.6.1 Tellurit TeO2 - 4.4.6.2 Scrutinyit PbO2 - 4.4.7.1 Ramsdellit MnO2 - 4.4.8.1 Nsutit (Mn1-x)(Mnx)(O2-2x)(OH2x) ahol x = 0,06-0,07 - 4.4.9.1 Vernadit (Mn,Fe,Ca,Na)(O,OH)2·n(H2O) - 4.4.10.1 Akhtenskit MnO2 - 4.4.11.1 Paramontroseit VO2 - 4.4.12.1 Cerianit-(Ce) (Ce,Th)O2 - 4.4.13.1 Tazheranit CaTiZr2O8 - 4.4.13.2 Srilankit (Ti,Zr)O2 - 4.4.14.1 Baddeleyit ZrO2 - 4.4.15.1 Tugarinovit MoO2 - 4.4.16.1 Cervantit SbSbO4 - 4.4.16.2 Klinocervantit SbSbO4 - 4.4.17.1 Lenoblit V2O4·2(H2O) - 4.5 Egyszerű oxidok 6+ kation töltettel - 4.5.1.1 Molibdit MoO3 - 4.5.2.1 Tungsztit WO3·(H2O) - 4.5.3.1 Meymacit WO3·2(H2O) - 4.5.4.1 Alumotungsztit (W,Al)(O,OH)3 - 4.5.5.1 Ferritungsztit (K,Ca,Na)(W,Fe)2(O,OH)6·(H2O) - 4.5.5.2 Elsmoreit WO3·0,5(H2O) - 4.5.6.1 Sidwillit MoO3·2(H2O) - 4.6 Osztályozatlan egyszerű oxidok - 4.6.1.1 Shcherbinait V2O5 - 4.6.2.1 Navajoit V2O5·3(H2O) - 4.6.3.1 Ilsemannit Mo3O8·n(H2O) - 4.6.4.1 Paramelaconit Cu2Cu2O3 - 4.6.5.1 Murdochit PbCu6O8-x(Cl,Br)2x - 4.6.6.1 Tantit Ta2O5 - 4.6.7.1 Nolanit (V,Fe,Fe,Ti)10O14(OH)2 - 4.6.7.2 Rinmanit (Zn,Mn)2Sb2Mg2Fe4O14(OH)2 | - III - 5 Uránt és tóriumot tartalmazó oxidok - 5.1 Uránt és tóriumot tartalmazó oxidok 4+ kation töltettel - 5.1.1.1 Uraninit UO2 - 5.1.1.2 Thorianit ThO2 - 5.2 Víztartalmú, uránt és tóriumot tartalmazó oxidok 6+ kation töltettel - 5.2.1.1 Metaschoepit UO3·n(H2O)(n<2) - 5.2.1.2 Paraschoepit UO3·2(H2O) - 5.2.1.3 Schoepit (UO2)8O2(OH)12·12(H2O) - 5.2.2.1 Masuyit Pb[(UO2)3O3(OH)2]·3(H2O) - 5.2.3.1 Spriggit Pb3[(UO2)6O8(OH)2](H2O)x; x ~ 3 - 5.2.4.1 Holfertit U2-xTi(O8-xOH4x)[(H2O)3Cax] - 5.3 Víztartalmú, uránt és tóriumot tartalmazó oxidok 8+ kation töltettel - 5.3.1.1 Studtit [(UO2)O2(H2O)2](H2O)2 - 5.3.1.2 Metastudtit UO4·2(H2O) - 5.3.2.1 Vandenbrandeit Cu(UO2)(OH)4 - 5.4 Víztartalmú, alkáliföldfémeket, uránt és tóriumot tartalmazó oxidok 8+ kation töltettel - 5.4.1.1 Clarkeit (Na,Ca,Pb)(UO2)O(OH)·0-1(H2O) - 5.4.2.1 Calciouranoit (Ca,Ba,Pb)U2O7·5(H2O) - 5.4.2.2 Bauranoit BaU2O7·4-5(H2O) - 5.4.3.1 Metacalciouranoit (Ca,Na,Ba)U2O7·2(H2O) - 5.4.3.2 Wolsendorfit (Pb,Ba,Ca)U2O7·2(H2O) - 5.5 Víztartalmú, alkáli- és alkáliföldfémeket, uránt és tóriumot tartalmazó oxidok 8+ kation töltettel - 5.5.1.1 Agrinierit (K2,Ca,Sr)U3O10·4(H2O) - 5.5.2.1 Rameauit K2CaU6O20·9(H2O) - 5.5.3.1 Protasit Ba(UO2)3O3(OH)2·3(H2O) - 5.6 Uránt és tóriumot tartalmazó oxidok (többvegyértékű uránnal) - 5.6.1.1 Ianthinit (UO2)·5(UO3)·10(H2O) - 5.7 Alkálifémeket és hidroxilgyököt tartalmazó urán és tórium vegyületek - 5.7.1.1 Compreignacit K2(UO2)6O4(OH)6·8(H2O) - 5.7.1.2 Becquerelit Ca(UO2)6O4(OH)6·8(H2O) - 5.7.1.3 Billietit Ba(UO2)6O4(OH)6·8(H2O) - 5.8 Víztartalmú ólmot tartalmazó urán és tórium vegyületek - 5.8.1.1 Vandendriesscheit Pb(UO2)10O6(OH)11·11(H2O) - 5.8.1.2 Metavandendriesscheit PbU7O22·n(H2O)(n<12) - 5.9 Víztartalmú ólmot és bizmutot tartalmazó urán és tórium vegyületek 6+ kation töltettel és hidroxil gyökkel - 5.9.1.1 Uranosphaerit Bi(UO2)O2(OH) - 5.9.2.1 Fourmarierit Pb(UO2)4O3(OH)4·4(H2O) - 5.9.3.1 Curieit Pb3+x(H2O)2[(UO2)4+x(OH)3-x]2, x~0,5 - 5.9.4.1 Mourit UMo5O12(OH)10 - 5.9.5.1 Richetit PbU4O13·4(H2O) - 5.9.6.1 Sayrit Pb2(UO2)5O6(OH)2·4(H2O) | - III - 6 Hidroxidok és hidroxil-gyököt tartalmazó oxidok - 6.1 X+++O OH felépítésű, hidroxidok és hidroxil-gyököt tartalmazó oxidok - 6.1.1 Diaszpór-csoport - 6.1.1.1 Diaszpor AlO(OH) - 6.1.1.2 Goethit FeO(OH) - 6.1.1.3 Groutit MnO(OH) - 6.1.1.4 Montroseit (V,Fe,V)O(OH) - 6.1.1.5 Bracewellit CrO(OH) - 6.1.1.6 Tsumgallit GaO(OH) - 6.1.2.1 Boehmit AlO(OH) - 6.1.2.2 Lepidokrokit FeO(OH) - 6.1.2.3 Guyanait CrO(OH) - 6.1.3.1 Manganit MnO(OH) - 6.1.4.1 Heterogenit-2H CoO(OH) - 6.1.4.2 Heterogenit-3R CoO(OH) - 6.1.4.3 Feitknechtit MnO(OH) - 6.1.4.4 Feroxihit FeO(OH) - 6.1.5.1 Grimaldiit CrO(OH) - 6.1.6.1 Akaganeit Fe(O,OH,Cl) - 6.2 X++ (OH)2 felépítésű hidroxidok és hidroxil-gyököt tartalmazó oxidok - 6.2.1 Brucitcsoport - 6.2.1.1 Brucit Mg(OH)2 - 6.2.1.2 Amakinit (Fe,Mg)(OH)2 - 6.2.1.3 Pirokroit Mn(OH)2 - 6.2.1.4 Portlandit Ca(OH)2 - 6.2.1.5 Theophrastit Ni(OH)2 - 6.2.2.1 Behoit Be(OH)2 - 6.2.3.1 Clinobehoit Be(OH)2 - 6.2.4.1 Spertiniit Cu(OH)2 - 6.2.5.1 Calumetit Cu(OH,Cl)2·2(H2O) - 6.2.6.1 Anthonyit Cu(OH,Cl)2·3(H2O) - 6.2.7.1 Duttonit VO(OH)2 - 6.2.8.1 Tivanit VTiO3(OH) - 6.2.9.1 Sweetit Zn(OH)2 - 6.2.10.1 Wulfingit Zn(OH)2 - 6.2.11.1 Ashoverit Zn(OH)2 - 6.2.12.1 Paraotwayit Ni(OH)2-x(SO4,CO3)0,5x x=0,5 - 6.2.13.1 Cianciulliit Mn(Mg,Mn)2Zn2(OH)10·2-4(H2O) - 6.3 (OH)3 vagy (OH)6 gyököt tartalmazó hidroxidok - 6.3.1.1 Gibbsit Al(OH)3 - 6.3.2.1 Bayerit Al(OH)3 - 6.3.3.1 Nordstrandite Al(OH)3 - 6.3.4.1 Doyleit Al(OH)3 - 6.3.5.1 Dzhalindit In(OH)3 - 6.3.5.2 Sohngeit Ga(OH)3 - 6.3.5.3 Bernalit Fe(OH)3 - 6.3.6 Wickmanit-csoport - 6.3.6.1 Wickmanit MnSn(OH)6 - 6.3.6.2 Schoenfliesit MgSn(OH)6 - 6.3.6.3 Natanit FeSn(OH)6 - 6.3.6.4 Vismirnovit ZnSn(OH)6 - 6.3.6.5 Burtit CaSn(OH)6 - 6.3.6.6 Mushistonit (Cu,Zn,Fe)Sn(OH)6 - 6.3.7.1 Stottit FeGe(OH)6 - 6.3.7.2 Tetrawickmanit MnSn(OH)6 - 6.3.7.3 Jeanbandyit (Fe,Mn)Sn(OH)6 - 6.3.7.4 Mopungit NaSb(OH)6 - 6.3.8.1 Jamborit (Ni,Ni,Fe)(OH)2(OH,S,(H2O)) - 6.3.9.1 Bottinoit NiSb2(OH)12·6(H2O) - 6.3.9.2 Brandholzit Mg[Sb(OH)6]2·6(H2O) - 6.3.10.1 Cinkalsztibit Zn2AlSb(OH)12 - 6.4 Több kationt tartalmazó hidroxidok és hidroxil-gyököt tartalmazó oxidok - 6.4.1.1 Litioforit (Al,Li)MnO2(OH)2 - 6.4.1.2 Quenselit PbMnO2(OH) - 6.4.2.1 Hidroromarchit Sn3O2(OH)2 - 6.4.3.1 Haggit V2O2(OH)3 - 6.4.4.1 Hidrocalumit Ca2Al(OH)6[Cl1-x(OH)x]·3(H2O) - 6.4.5.1 Iowait Mg4Fe(OH)8OCl·2-4(H2O) - 6.4.5.2 Woodallit Mg6Cr2(OH)16Cl2·4(H2O) - 6.4.6.1 Meixnerit Mg6Al2(OH)18·4(H2O) - 6.4.6.2 Fougerit (Fe,Mg)6Fe2(OH)18·4(H2O) - 6.4.7.1 Janggunit Mn5-x(Mn,Fe)1+xO8(OH)6, x = 0,2 - 6.4.8.1 Kimrobinsonit Ta(OH)3(O,CO3) - 6.4.9.1 Aszbolán (Co,Ni)1-y(MnO2)2-x(OH)2-2y+2x·n(H2O) - 6.4.10.1 Schwertmannit Fe16O16(OH)12(SO4)2 - 6.4.11.1 Nepskoeit Mg4Cl(OH)7·6(H2O) - 6.4.12.1 Kuzelit Ca4Al2.4(OH)12,8(SO4)·6(H2O) - 6.4.13.1 Jacquesdietrichit Cu2[BO(OH)2](OH)3 |

| - III - 7 Összetett oxidok - 7.1 ABX2 felépítésű összetett oxidok - 7.1.1.1 Delafossit CuFeO2 - 7.1.1.2 Mcconnellit CuCrO2 - 7.1.2.1 Crednerit CuMnO2 - 7.2 (A+B++)X4 felépítésű összetett oxidok: spinellcsoport - 7.2.1 Alumínium-alcsoport - 7.2.1.1 Spinell MgAl2O4 - 7.2.1.2 Galaxit (Mn,Mg)(Al,Fe)2O4 - 7.2.1.3 Hercynit FeAl2O4 - 7.2.1.4 Gahnit ZnAl2O4 - 7.2.2 Vas-alcsoport - 7.2.2.1 Magnezioferrit MgFe2O4 - 7.2.2.2 Jacobsit (Mn,Fe,Mg)(Fe,Mn)2O4 - 7.2.2.3 Magnetit Fe3O4 - 7.2.2.4 Franklinit (Zn,Mn,Fe)(Fe,Mn)2O4 - 7.2.2.5 Trevorit NiFe2O4 - 7.2.2.6 Cuprospinell (Cu,Mg)Fe2O4 - 7.2.2.7 Brunogeierit (Ge,Fe)Fe2O4 - 7.2.3 Króm-alcsoport - 7.2.3.1 Magnéziumkromit MgCr2O4 - 7.2.3.2 Mangánkromit (Mn,Fe)(Cr,V)2O4 - 7.2.3.3 Kromit FeCr2O4 - 7.2.3.4 Nikkelkromit (Ni,Co,Fe)(Cr,Fe,Al)2O4 - 7.2.3.5 Kobaltkromit (Co,Ni,Fe)(Cr,Al)2O4 - 7.2.3.6 Zinkkromit ZnCr2O4 - 7.2.4 Vanádium-alcsoport - 7.2.4.1 Vuorelainenit (Mn,Fe)(V,Cr)2O4 - 7.2.4.2 Coulsonit FeV2O4 - 7.2.4.3 Magneziocoulsonit MgV2O4 - 7.2.5 Titán-alcsoport - 7.2.5.1 Qandilit (Mg,Fe)2(Ti,Fe,Al)O4 - 7.2.5.2 Ulvospinell TiFe2O4 - 7.2.6.1 Kusachiit CuBi2O4 - 7.2.6.2 Iwakiit Mn(Fe,Mn)2O4 - 7.2.7.1 Hausmannit Mn3O4 - 7.2.7.2 Hetaerolit ZnMn2O4 - 7.2.7.3 Hidrohetaerolit Zn2Mn4O8·(H2O) - 7.2.8.1 Mínium Pb3O4 - 7.2.9.1 Krizoberill BeAl2O4 - 7.2.10.1 Marokit CaMn2O4 - 7.2.11 Taaffeitcsoport - 7.2.11.1 Magneziotaaffeit Mg3Al8BeO16 - 7.2.12 Taaffeitcsoport - 7.2.12.1 Magneziotaaffeit (Mg,Fe,Zn)2Al6BeO12 - 7.2.12.2 Ferrotaaffeit (Fe,Zn,Mg)2Al6BeO12 - 7.2.13.1 Filipstadit (Mn,Mg)4SbFeO8 - 7.2.13.2 Tegengrenit (Mg,Mn)2Sb0,5(Mn,Si,Ti)0,5O4 - 7.2.14.1 Yafsoanit Ca3Te2Zn3O12 - 7.3 Összetett oxidok 2+ vagy magasabb töltésű kationokkal - 7.3.1.1 Welinit Mn6(W,Mg)2Si2(O,OH)14 - 7.3.1.2 Franciscanit Mn6V2Si2(O,OH)14 - 7.3.1.3 Orebroit Mn6(Fe,Sb)2Si2(O,OH)14 - 7.3.2.1 Grossit CaAl4O7 - 7.3.3.1 Eyselit FeGe3O7(OH) - 7.4 O19-et tartalmazó összetett oxidok - 7.4.1.1 Hibonit (Ca,Ce)(Al,Ti,Mg)12O19 - 7.4.1.2 Yimengit K(Cr,Ti,Fe,Mg)12O19 - 7.4.1.3 Hawthorneit Ba[Ti3Cr4Fe4Mg]O19 - 7.4.2.1 Magnetoplumbit Pb(Fe,Mn)12O19 - 7.4.2.2 Haggertyit Ba[Fe6Ti5Mg]O19 - 7.4.2.3 Nezilovit PbZn2(Mn,Ti)2Fe8O19 - 7.4.2.4 Batiferrit Ba(Ti2Fe8Fe2)O19 - 7.5 ABX2 felépítésű összetett oxidok - 7.5.1.1 Braunit-I Mn7SiO12 - 7.5.1.2 Neltnerit CaMn6SiO12 - 7.5.1.3 Braunit-II Mn7SiO12 - 7.5.1.4 Abswurmbachit CuMn6SiO12 - 7.5.2.1 Painit CaZrB[Al9O18] - 7.5.3.1 Birnessit (Na,Ca,K)x(Mn,Mn)2O4·1,5(H2O) - 7.5.4.1 Zenzenit Pb3(Fe+++,Mn+++)4Mn++++3O15 - 7.6 A(B)4X9 felépítésű összetett oxidok - 7.6.1.1 Cesarolite PbH2Mn3O8 - 7.6.2.1 Bartelkeit PbFeGe3O8 - 7.6.3.1 Kamiokit Fe2Mo3O8 - 7.7 Egyéb összetett oxidok - 7.7.1.1 Pseudobrookit (Fe,Fe)2(Ti,Fe)O5 - 7.7.1.2 Armalcolit (Mg,Fe)Ti2O5 - 7.7.2.1 Berdesinskiit V2TiO5 - 7.8 AB(O)2·x(H2O) felépítésű összetett oxidok - 7.8.1.1 Todorokit (Na,Ca,K)2(Mn,Mn)6O12·3-4,5(H2O) - 7.8.1.2 Woodruffit (Zn,Mn)2Mn5O12·4(H2O) - 7.8.2.1 Kalkofanit (Zn,Fe,Mn)Mn3O7·3(H2O) - 7.8.2.2 Aurorit (Mn,Ag,Ca)Mn3O7·3(H2O) - 7.8.2.3 Jianshuiit (Mg,Mn)Mn3O7·3(H2O) - 7.8.2.4 Ernienickelit NiMn3O7·3(H2O) - 7.8.3.1 Lazarenkoit CaFeAs3O7·3(H2O) - 7.9 AB(O)2 felépítésű összetett oxidok - 7.9.1 Kriptomelán-csoport - 7.9.1.1 Hollandit Ba(Mn,Mn)8O16 - 7.9.1.2 Kriptomelán K(Mn,Mn)8O16 - 7.9.1.3 Manjiroit (Na,K)(Mn,Mn)8O16·n(H2O) - 7.9.1.4 Coronadit Pb(Mn,Mn)8O16 - 7.9.1.5 Strontiomelán SrMn6Mn2O16 - 7.9.1.6 Henrymeyerit BaFeTi7O16 - 7.9.2.0 Pszilomelán (Ba,H2O)2Mn5O10 - 7.9.2.1 Romanechit (Ba,H2O)2(Mn,Mn)5O10 - 7.9.3.1 Freudenbergit Na2Fe2Ti6O16 - 7.9.4.1 Priderit (K,Ba)(Ti,Fe)8O16 - 7.9.4.2 Ankangit Ba(Ti,V,Cr)8O16 - 7.9.5.1 Mannardit BaTi6V2O16·(H2O) - 7.9.5.2 Redledgeit BaTi6Cr2O16·(H2O) - 7.10 Összetett oxidok - 7.10.1.1 Rancieit (Ca,Mn)Mn4O9·3(H2O) - 7.10.1.2 Takanelit (Mn,Ca)Mn4O8·(H2O) - 7.10.2.1 Karibibit Fe2As4(O,OH)9 - 7.10.3.1 Otjisumeit PbGe4O9 - 7.11 Összetett oxidok - 7.11.1.1 Muskoxit Mg7Fe4O13·10(H2O) - 7.11.2.1 Brownmillerit Ca2(Al,Fe)2O5 - 7.11.2.2 Srebrodolskit Ca2Fe2O5 - 7.11.3.1 Mayenit Ca12Al14O33 - 7.11.4.1 Hematofanit Pb4Fe3O8(OH,Cl) - 7.11.5.1 Plumboferrit Pb2Fe(11-x)MnxO19-2x (x=1/3) - 7.11.6.1 Carboirit-III FeAl2GeO5(OH)2 - 7.11.7 Högbomitcsoport (Ti>Sn) - 7.11.7.1 Magneziohögbomit-2N3S (Mg,Fe)1,4Ti0,3Al4O8 - 7.11.7.2 Magneziohögbomit-2N2S (Al,Fe,Fe,Mg,Ti,Zn)11O15(OH) - 7.11.7.3 Magneziohögbomit-6N6S (Mg,Fe)1,4Ti0,3Al4O8 - 7.11.7.4 Cinkohögbomit-2N2S (Zn,Fe)(2-2x)(Ti)xAl4O8 - 7.11.7.5 Ferrohögbomit-2N2S (Fe,Zn,Mg,Al)6Al14(Ti,Fe)2O30(OH)2 - 7.11.8 Nigeritcsoport (Sn>Ti) - 7.11.8.1 Ferronigerit-2N1S (Zn,Mg,Fe)(Sn,Zn)2(Al,Fe)12O22(OH)2 - 7.11.8.2 Ferronigerite-6N6S (Fe,Zn)4Sn2(Al,Fe)15O30(OH)2 - 7.11.9.1 Magnezionigerit-2N1S (Mg,Zn,Fe,Al)4(Sn,Fe)2Al10O22(OH)2 - 7.11.9.2 Magnezionigerit-6N6S (Mg,Zn,Fe,Al)4(Sn,Fe)2Al10O22(OH)2 - 7.11.10.1 Kleberit FeTi6O13·4(H2O) - 7.11.11.1 Mongshanit (Mg,Cr,Fe)2(Ti,Zr)5O12 - 7.11.12.1 Diaoyudaoit NaAl11O17 - 7.11.13.1 Chiluit Bi6Te2Mo2O21 - 7.11.14.1 Rilandit (Cr,Al)6SiO11·5(H2O) - 7.11.15.1 Lindqvistit Pb2(Mn,Mg)Fe160 | - III - 8 Nb, Ta és Ti tartalmú összetett oxidok - 8.1 ABO4 felépítésű Nb, Ta és Ti tartalmú összetett oxidok - 8.1.1.1 Fergusonit-(Y) YNbO4 - 8.1.1.2 Formanit-(Y) YTaO4 - 8.1.1.3 Fergusonit-(Ce) (Ce,La,Y)NbO4 - 8.1.1.4 Fergusonit-(Nd) (Nd,Ce)(Nb,Ti)O4 - 8.1.2.1 Fergusonite-β-(Y) YNbO4 - 8.1.2.2 Fergusonit-β-(Ce) (Ce,La,Nd)NbO4 - 8.1.2.3 Fergusonit-β-(Nd) (Nd,Ce)NbO4 - 8.1.3.1 Ittrotantalit-(Y) (Y,U,Fe)(Ta,Nb)O4 - 8.1.3.2 Ittrokolumbit-(Y) (Y,U,Fe)(Nb,Ta)O4 - 8.1.3.3 Iwashiroit-(Y) YTaO4 - 8.1.4.1 Ishikawait (U,Fe,Y,Ca)(Nb,Ta)O4 - 8.1.5.1 Loranskit-(Y) (Y,Ce,Ca)ZrTaO6 - 8.1.6.1 Sztibiokolumbit SbNbO4 - 8.1.6.2 Sztibiotantalit SbTaO4 - 8.1.6.3 Bizmutotantalit Bi(Ta,Nb)O4 - 8.1.6.4 Bizmutokolumbit Bi(Nb,Ta)O4 - 8.1.7.1 Alumotantit AlTaO4 - 8.1.8.1 Wodginit Mn(Sn,Ta)(Ta,Nb)2O8 - 8.1.8.2 Ferrowodginit FeSnTa2O8 - 8.1.8.3 Titanowodginit (Mn,Fe)(Ti,Sn)(Ta,Nb)2O8 - 8.1.8.4 Litiowodginit LiTa3O8 - 8.1.8.5 Ferrotitanowodginit FeTiTa2O8 - 8.1.9.1 Liandratit U(Nb,Ta)2O8 - 8.1.9.2 Petscheckit UFe(Nb,Ta)2O8 - 8.1.10.1 Ixiolit (Ta,Nb,Sn,Mn,Fe)O2 - 8.1.11.1 Samarskit-(Y) (Y,Fe,U)(Nb,Ta)5O4 - 8.1.12.1 Qitianlingit Fe2Nb2WO10 - 8.2 A2(B2O6)(O,OH,F) felépítésű Nb, Ta és Ti tartalmú összetett oxidok - 8.2.1 Piroklor alcsoport (Nb>Ta;(Nb+Ta)>2(Ti) - 8.2.1.1 Piroklor (Na,Ca)2Nb2O6(OH,F) - 8.2.1.2 Kálipiroklor (H2O,Sr)(Nb,Ti)(O,OH)6·(H2O,K) - 8.2.1.3 Bariopiroklor (Ba,Sr)(Nb,Ti)2(O,OH)7 - 8.2.1.4 Ittropiroklor) (Y,Na,Ca,U)1-2(Nb,Ta,Ti)2(O,OH)7 - 8.2.1.5 Ceriopiroklor (Ce,Ca,Y)2(Nb,Ta)2O6(OH,F) - 8.2.1.6 Plumbopiroklor (Pb,Y,U,Ca)2-xNb2O6(OH) - 8.2.1.7 Uránpiroklor (U,Ca,Ce)2(Nb,Ta)2O6(OH,F) - 8.2.1.8 Stronciopiroklor Sr2Nb2(O,OH)7 - 8.2.1.9 Bizmutopiroklor (Bi,U,Ca,Pb)1+x(Nb,Ta)2O6(OH)·n(H2O) - 8.2.2 Piroklor-csoport: Mikrolit-alcsoport (Ta>Nb;(Ta+Nb)>2(Ti) - 8.2.2.1 Mikrolit (Na,Ca)2Ta2O6(O,OH,F) - 8.2.2.2 Bariomikrolit Ba(Ta,Nb)2(O,OH)7 - 8.2.2.3 Plumbomikrolit (Pb,Ca,U)2Ta2O6(OH) - 8.2.2.4 Uránmikrolit (U,Ca)2(Ta,Nb)2O6(OH) - 8.2.2.5 Bizmutomikrolit (Bi,Ca)(Ta,Nb)2O6(OH) - 8.2.2.6 Sztannomikrolit (Sn,Fe,Mn)(Ta,Nb,Sn)2(O,OH)7 - 8.2.2.7 Sztibiomirolit (Sb,Ca,Na)2(Ta,Nb)2(O,OH)7 - 8.2.3 Piroklor-csoport: Betafit-alcsoport (2(Ti)>(Ta+Nb) - 8.2.3.1 Betafit (Ca,U)2(Ti,Nb,Ta)2O6(OH) - 8.2.3.2 Ittrobetafit (Y,U,Ce)2(Ti,Nb,Ta)2O6(OH) - 8.2.3.3 Plumbobetafit (Pb,U,Ca)(Ti,Nb)2O6(OH,F) - 8.2.3.4 Sztibiobetafit (Sb,Ca)2(Ti,Nb,Ta)2(O,OH)7 - 8.2.3.5 Calciobetafit Ca2(Ti,Nb)2(O,OH)7 - 8.2.4 Piroklor-csoport: Cezsztibtantit-alcsoport (Na,Cs)(Bi,Sb)(Ta,Nb)4O12 - 8.2.4.1 Cezsztibtantit (Cs,Na)SbTa4O12 - 8.2.4.2 Nátrobiztantit (Na,Cs)Bi(Ta,Nb,Sb)4O12 - 8.2.5.1 Cirkelit (Ca,Th,Ce)Zr(Ti,Nb)2O7 - 8.2.5.2 Cirkonolit-3O (Ca,Fe,Y,Th)2Fe(Ti,Nb)3Zr2O7 - 8.2.5.3 Cirkonolit-2M CaZrTi2O7 - 8.2.5.4 Cirkonolit-3T CaZrTi2O7 - 8.2.5.5 Cirkonolit (Ca,Ce)Zr(Ti,Nb,Fe)2O7 - 8.2.6.1 Scheteligit (Ca,Y,Sb,Mn)2(Ti,Ta,Nb,W)2O6(O,OH) - 8.2.7.1 Orthobrannerit U2Ti4O12(OH)2 - 8.2.8.1 Parabariomikrolit BaTa4O10(OH)2·2H20 - 8.2 A(B2O6) felépítésű Nb, Ta és Ti tartalmú összetett oxidok - 8.3.1.0 Tapiolit (Fe,Mn)(Ta,Nb)2O6 - 8.3.1.1 Ferrotapiolit (Fe,Mn)(Ta,Nb)2O6 - 8.3.1.2 Manganotapiolit (Mn,Fe)(Ta,Nb)2O6 - 8.3.2.1 Ferrotantalit FeTa2O6 - 8.3.2.2 Ferrokolumbit FeNb2O6 - 8.3.2.3 Manganotantalit MnTa2O6 - 8.3.2.4 Manganokolumbit (Mn,Fe)(Nb,Ta)2O6 - 8.3.2.5 Magneziokolumbit (Mg,Fe,Mn)(Nb,Ta)2O6 - 8.3.2.6 Magneziotantalit (Mg,Fe)(Ta,Nb)2O6 - 8.3.3.1 Ferszmit (Ca,Ce,Na)(Nb,Ta,Ti)2(O,OH,F)6 - 8.3.4.1 Brannerit (U,Ca,Ce)(Ti,Fe)2O6 - 8.3.4.2 Thorutit (Th,U,Ca)Ti2(O,OH)6 - 8.3.5.1 Lucasit CeTi2(O,OH)6 - 8.3.6.1 Aeschynit (Ce,Ca,Fe)(Ti,Nb)2(O,OH)6 - 8.3.6.2 Niobo-aeschynit (Ce,Ca)(Nb,Ti)2(O,OH)6 - 8.3.6.3 Aeschynit-(Y) (Y,Ca,Fe)(Ti,Nb)2(O,OH)6 - 8.3.6.4 Tantalaeschynit-(Y) (Y,Ce,Ca)(Ta,Ti,Nb)2O6 - 8.3.6.5 Aeschynit-(Nd) (Nd,Ce)(Ti,Nb)2(O,OH)6 - 8.3.6.6 Niobo-aeschynit-(Nd) (Nd,Ce)(Nb,Ti)2(O,OH)6 - 8.3.7.1 Vigezzit (Ca,Ce)(Nb,Ta,Ti)2O6 - 8.3.7.2 Rynersonit Ca(Ta,Nb)2O6 - 8.3.8.1 Polikrász-(Y) (Y,Ca,Ce,U,Th)(Ti,Nb,Ta)2O6 - 8.3.8.2 Euxenit-(Y) (Y,Ca,Ce)(Nb,Ta,Ti)2O6 - 8.3.8.3 Tanteuxenit-(Y) (Y,Ce,Ca)(Ta,Nb,Ti)2(O,OH)6 - 8.3.8.4 Ittrokrászit-(Y) (Y,Th,Ca,U)(Ti,Fe)2(O,OH)6 - 8.3.8.5 Uranopolikrász (U,Y)(Ti,Nb,Ta)2O6 - 8.3.9.1 Kassit CaTi2O4(OH)2 - 8.3.10.1 Thoreaulit SnTa2O6 - 8.3.10.2 Foordit Sn(Nb,Ta)2O6 - 8.3.11.1 Changbaiit PbNb2O6 - 8.3.11.2 Rosiait PbSb2O6 - 8.3.12.1 Kobeit-(Y) (Y,U)(Ti,Nb)2(O,OH)6 - 8.4 Egyéb Nb, Ta és Ti tartalmú összetett oxidok - 8.4.1.1 Schreyerit V2Ti3O9 - 8.4.1.2 Olkhonskit (Cr,V)2Ti3O9 - 8.4.1.3 Kizilkumit V2Ti3O9 - 8.4.2.1 Pszeudorutil Fe2Ti3O9 - 8.5 Nb, Ta és Ti tartalmú összetett oxidok - 8.5.1 Crichtonitcsoport - 8.5.1.1 Landauit NaMnZn2(Ti,Fe)6Ti12O38 - 8.5.1.2 Loveringit (Ca,Ce)(Ti,Fe,Cr,Mg)21O38 - 8.5.1.3 Crichtonit (Sr,La,Ce,Y)(Ti,Fe,Mn)21O38 - 8.5.1.4 Senait Pb(Ti,Fe,Mn)21O38 - 8.5.1.5 Davidit-(La) (La,Ce,Ca)(Y,U)(Ti,Fe)20O38 - 8.5.1.6 Davidit-(Ce) (Ce,La)(Y,U)(Ti,Fe)20O38 - 8.5.1.7 Mathiasit (K,Ca,Sr)(Ti,Cr,Fe,Mg)21O38 - 8.5.1.8 Lindsleyit (Ba,Sr)(Ti,Cr,Fe,Mg)21O38 - 8.5.1.9 Dessauit (Sr,Pb)(Y,U)(Ti,Fe)20O38 - 8.5.1.10 Cleusonit Pb(U,U)(Ti,Fe2+,Fe3+)20(O,OH)38 - 8.5.1.11 Gramaccioliit-(Y) (Pb,Sr)(Y,Mn)Fe2(Ti,Fe)18O38 - 8.6 Nb, Ta és Ti tartalmú összetett oxidok - 8.6.1.1 Franconit Na2Nb4O11·9(H2O) - 8.6.1.2 Hochelagait (Ca,Na,Sr)Nb4O11·8(H2O) - 8.6.1.3 Ternovit (Mg,Ca)Nb4O11-n(H2O) ahol n ~ 10 - 8.6.2.1 Calciotantit Ca(Ta,Nb)4O11 - 8.6.2.2 Nátrotantit Na2Ta4O11 - 8.6.2.3 Irtyshit Na2(Ta,Nb)4O11 - 8.7 Nb, Ta és Ti tartalmú összetett oxidok - 8.7.1.1 Muratait (Y,Na)6(Zn,Fe)5(Ti,Nb)12O29(O,F)14 - 8.7.2.1 Uhligit Ca3(Ti,Al,Zr)9O20 - 8.7.3.1 Cafetit Ca(Fe,Al)2Ti4O12·4(H2O) - 8.7.4.1 Calzirtit CaZr3TiO9 - 8.7.4.2 Hiarneit (Ca,Mn,Na)2(Zr,Mn)5(Sb,Ti,Fe)2O16 - 8.7.5.1 Simpsonit Al4(Ta,Nb)3O13(OH) - 8.7.6.1 Rankamait (Na,K,Pb,Li)3(Ta,Nb,Al)11(O,OH)30 - 8.7.6.2 Sosedkoit (K,Na)5Al2(Ta,Nb)22O60 - 8.7.7.1 Litiotantit Li(Ta,Nb)3O8 - 8.7.8.1 Belyankinit Ca1-2(Ti,Zr,Nb)5O12·9(H2O) - 8.7.8.2 Manganbelyankinit (Mn,Ca)(Ti,Nb)5O12·9(H2O) - 8.7.8.3 Gerasimovskit (Mn,Ca)(Nb,Ti)5O12·9(H2O) - 8.7.9.1 Jeppeit (K,Ba)2(Ti,Fe)6O13 - 8.7.10.1 Zimbabweit Na(Pb,Na,K)2(Ta,Nb,Ti)4As4O18 - 8.7.11.1 Cezplumtantit (Cs,Na,Ca)2(Pb,Sb,Sn)3Ta8O24 - 8.7.12.1 Koragoit (Mn,Fe)3(Nb,Ta,Ti)2(Nb,Mn)2(W,Ta)2O20 |

### A Strunz-féle rendszer
A Strunz-féle rendszer 11 alosztályt különít el az oxidok és hidroxidok ásványosztályon belül. Ezek a következők:
- IV – Oxidok

| - IV/A Oxidok (fém:oxigén = 1:1 és 2:1) - IV/A.01 Jég - IV/A.01-10 Jég H2O - IV/A.02 Kuprit-sor - IV/A.02-10 Kuprit Cu2O - IV/A.03 Brommelit - Zinkit sor - IV/A.03-10 Bromellit BeO - IV/A.03-20 Cinkit (Zn,Mn)O - IV/A.04 Periklászcsoport: Periklász - Murdochit sor - IV/A.04-10 Periklász MgO - IV/A.04-20 Wustit FeO - IV/A.04-30 Bunsenit NiO - IV/A.04-40 Manganozit MnO - IV/A.04-50 Monteponit CdO - IV/A.04-60 Mész CaO - IV/A.04-70 Murdochit PbCu6O8-x(Cl,Br)2x - IV/A.05 Periklászcsoport: Tenorit - Crednerit sor - IV/A.05-10 Tenorit CuO - IV/A.05-20 Paramelaconit Cu2Cu2O3 - IV/A.05-30 Delafossit CuFeO2 - IV/A.05-40 Mcconnellit CuCrO2 - IV/A.05-50 Crednerit CuMnO2 - IV/A.06 Periklászcsoport: Montroydit - Massicotit sor - IV/A.06-10 Montroydit HgO - IV/A.06-20 Litharg PbO - IV/A.06-30 Massicot PbO - IV/A.07 Periklászcsoport: Brownmillerit - Mayenit sor - IV/A.07-10 Brownmillerit Ca2(Al,Fe)2O5 - IV/A.07-20 Srebrodolskit Ca2Fe2O5 - IV/A.07-30 Mayenit Ca12Al14O33 - IV/A.08 Periklászcsoport: Romarchit - Hidroromarchit sor - IV/A.08-10 Romarchit SnO - IV/A.08-20 Hidroromarchit Sn3O2(OH)2 - IV/B Oxidok (fém:oxigén = 3:4) - IV/B.01 Spinellcsoport: Spinell - Gahnit sor - IV/B.01-10 Spinell MgAl2O4 - IV/B.01-20 Hercinit FeAl2O4 - IV/B.01-30 Galaxit (Mn,Mg)(Al,Fe)2O4 - IV/B.01-40 Gahnit ZnAl2O4 - IV/B.02 Spinellcsoport: Magnéziumferrit - Franklinit sor - IV/B.02-10 Magnéziumferrit MgFe2O4 - IV/B.02-20 Magnetit Fe3O4 - IV/B.02-30 Jacobsit (Mn,Fe,Mg)(Fe,Mn)2O4 - IV/B.02-40 Trevorit NiFe2O4 - IV/B.02-50 Kuprospinell (Cu,Mg)Fe2O4 - IV/B.02-60 Franklinit (Zn,Mn,Fe)(Fe,Mn)2O4 - IV/B.03 Spinellcsoport: Magnéziumkromit - Cinkkromit sor - IV/B.03-10 Magnéziumkromit MgCr2O4 - IV/B.03-20 Kromit FeCr2O4 - IV/B.03-30 Mangánkromit(Mn,Fe)(Cr,V)2O4 - IV/B.03-40 Kokromit (Co,Ni,Fe)(Cr,Al)2O4 - IV/B.03-50 Nikromit (Ni,Co,Fe)(Cr,Fe,Al)2O4 - IV/B.03-60 Cinkkromit ZnCr2O4 - IV/B.04 Spinellcsoport: Vuorelainenit - Brunogeierit sor - IV/B.04-05 Magnéziumcoulsonit MgV2O4 - IV/B.04-10 Vuorelainenit (Mn,Fe)(V,Cr)2O4 - IV/B.04-20 Coulsonit FeV2O4 - IV/B.04-30 Qandilit (Mg,Fe)2(Ti,Fe,Al)O4 - IV/B.04-40 Ulvospinell TiFe2O4 - IV/B.04-50 Brunogeierit (Ge,Fe)Fe2O4 - IV/B.05 Hausmannit - Filipstadit sor - IV/B.05-10 Hausmannit Mn3O4 - IV/B.05-20 Iwakiit Mn(Fe,Mn)2O4 - IV/B.05-30 Donathit (Fe,Mg)(Cr,Fe)2O4 - IV/B.05-40 Hetaerolit ZnMn2O4 - IV/B.05-50 Hidrohetaerolit Zn2Mn4O8·(H2O) - IV/B.05-60 Marokit CaMn2O4 - IV/B.05-65 Tegengrenit (Mg,Mn)2Sb0,5(Mn,Si,Ti)0,5O4 - IV/B.05-80 Filipstadit (Mn,Mg)4SbFeO8 - IV/B.06 Trippkeit - Mínium sor - IV/B.06-10 Trippkeit CuAs2O4 - IV/B.06-15 Kusachiit CuBi2O4 - IV/B.06-20 Schafarzikit FeSb2O4 - IV/B.06-30 Versiliait Fe12Sb12O23S2 - IV/B.06-40 Apuanit Fe5Sb4O12S - IV/B.06-50 Mínium Pb3O4 - IV/B.07 Krizoberil- Swedenburgit sor - IV/B.07-10 Krizoberil BeAl2O4 - IV/B.07-20 Magnéziumtaaffeite-2N2S Mg3Al8BeO16 - IV/B.07-30 Magnéziumtaaffeite-6N3S (Mg,Fe,Zn)2Al6BeO12 - IV/B.07-40 Ferrotaaffeit (Fe,Zn,Mg)2Al6BeO12 - IV/B.07-50 Swedenborgit NaBe4SbO7 - IV/B.08 Diaoyudaoit-sor - IV/B.08-10 Diaoyudaoit NaAl11O17 - IV/B.09 Grossit-sor - IV/B.09-10 Grossit CaAl4O7 - IV/C Oxidok (fém:oxigén = 2:3) - IV/C.01 Claudetit - Valentinit sor - IV/C.01-10 Claudetit As2O3 - IV/C.01-20 Valentinit Sb2O3 - IV/C.01-30 Auroantimonát AuSbO3 - IV/C.02 Arzenolit - Sillenit sor - IV/C.02-10 Arzenolit As2O3 - IV/C.02-20 Senarmontit Sb2O3 - IV/C.02-30 Bizmit Bi2O3 - IV/C.02-35 Sphaerobizmoit Bi2O3 - IV/C.02-40 Sillenit Bi12SiO20 - IV/C.02-50 Krómbizmit Bi16CrO27 - IV/C.03 Bixbyit - Avicennit sor - IV/C.03-10 Bixbyit (Mn,Fe)2O3 - IV/C.03-20 Avicennit Tl2O3 - IV/C.04 Hematitcsoport - IV/C.04-10 Korund Al2O3 - IV/C.04-20 Hematit Fe2O3 - IV/C.04-30 Eskolait Cr2O3 - IV/C.04-40 Karélianit V2O3 - IV/C.05 Ilmenitcsoport: Geikilit - Brizziit sor - IV/C.05-05 Akimotoit (Mg,Fe)SiO3 - IV/C.05-10 Geikielit MgTiO3 - IV/C.05-20 Ilmenit FeTiO3 - IV/C.05-30 Pirofán MnTiO3 - IV/C.05-40 Ecandrewsit (Zn,Fe,Mn)TiO3 - IV/C.05-50 Melanosztibit Mn(Sb,Fe)O3 - IV/C.05-60 Brizziit-VII NaSbO3 - IV/C.05-60 Brizziit-III NaSbO3 - IV/C.06 Ilmenitcsoport: Maghemit sor - IV/C.06-10 Maghemit Fe2O3 - IV/C.07 Högbomit - Mengxianminit sor - IV/C.07-10* Magneziohögbomit-2N2S (Al,Fe,Fe,Mg,Ti,Zn)11O15(OH) - IV/C.07-10** Magneziohögbomit-2N3S (Mg,Fe)1,4Ti0,3Al4O8 - IV/C.07-10 Magneziohögbomit-6N6S (Mg,Fe)1,4Ti0,3Al4O8 - IV/C.07-15 Cinkhögbomite-2N2S (Zn,Fe)(2-2x)(Ti)xAl4O8 - IV/C.07-17 Ferrohögbomite-2N2S (Fe,Zn,Mg,Al)6Al14(Ti,Fe)2O30(OH)2 - IV/C.07-20 Freudenbergit Na2Fe2Ti6O16 - IV/C.07-30 Kamiokit Fe2Mo3O8 - IV/C.07-40 Nolanit (V,Fe,Fe,Ti)10O14(OH)2 - IV/C.07-42 Rinmanit (Zn,Mn)2Sb2Mg2Fe4O14(OH)2 - IV/C.07-45 Magnezionigerit-2N1S (Mg,Zn,Fe,Al)4(Sn,Fe)2Al10O22(OH)2 - IV/C.07-45* Magnezionigerit-6N6S (Mg,Zn,Fe,Al)4(Sn,Fe)2Al10O22(OH)2 - IV/C.07-50 Ferronigerit-2N1S (Zn,Mg,Fe)(Sn,Zn)2(Al,Fe)12O22(OH)2 - IV/C.07-50* Ferronigerit-6N6S (Fe,Zn)4Sn2(Al,Fe)15O30(OH)2 - IV/C.07-60 Mengxianminit (Ca,Na)3(Fe,Mn)2Mg2(Sn,Zn)5Al8O29 - IV/C.08 Yimngit - Otjisumeit sor - IV/C.08-10 Yimengit K(Cr,Ti,Fe,Mg)12O19 - IV/C.08-20 Hawthorneit Ba[Ti3Cr4Fe4Mg]O19 - IV/C.08-22 Haggertyit Ba[Fe6Ti5Mg]O19 - IV/C.08-25 Batiferrit Ba(Ti2Fe8Fe2)O19 - IV/C.08-30 Hibonit (Ca,Ce)(Al,Ti,Mg)12O19 - IV/C.08-35 Nezilovit PbZn2(Mn,Ti)2Fe8O19 - IV/C.08-40 Magnetoplumbit Pb(Fe,Mn)12O19 - IV/C.08-45 Zenzenit Pb3(Fe,Mn)4Mn3O15 - IV/C.08-47 Lindqvistit Pb2(Mn,Mg)Fe16027 - IV/C.08-50 Plumboferrit Pb2Fe(11-x)MnxO19-2x (x=1/3) - IV/C.08-60 Bartelkeit PbFeGe3O8 - IV/C.08-70 Otjisumeit PbGe4O9 - IV/C.09 Crichtonitcsoport - IV/C.09-10 Landauit NaMnZn2(Ti,Fe)6Ti12O38 - IV/C.09-20 Mathiasit (K,Ca,Sr)(Ti,Cr,Fe,Mg)21O38 - IV/C.09-30 Loveringit (Ca,Ce)(Ti,Fe,Cr,Mg)21O38 - IV/C.09-40 Crichtonit (Sr,La,Ce,Y)(Ti,Fe,Mn)21O38 - IV/C.09-45 Dessauit (Sr,Pb)(Y,U)(Ti,Fe)20O38 - IV/C.09-50 Lindsleyit (Ba,Sr)(Ti,Cr,Fe,Mg)21O38 - IV/C.09-60 Davidit-(La) (La,Ce,Ca)(Y,U)(Ti,Fe)20O38 - IV/C.09-62 Gramaccioliit-(Y) (Pb,Sr)(Y,Mn)Fe2(Ti,Fe)18O38 - IV/C.09-70 Davidit-(Ce) (Ce,La)(Y,U)(Ti,Fe)20O38 - IV/C.09-80 Senait Pb(Ti,Fe,Mn)21O38 - IV/C.10 Perovszkit-sor - IV/C.10-10 Uhligit Ca3(Ti,Al,Zr)9O20 - IV/C.10-20 Perovszkit CaTiO3 - IV/C.10-30 Latrappit (Ca,Na)(Nb,Ti,Fe)O3 - IV/C.10-40 Tausonit SrTiO3 - IV/C.10-50 Loparit-(Ce) (Ce,Na,Ca)2(Ti,Nb)2O6 - IV/C.10-55 Isolueshit (Na,La,Ca)(Nb,Ti)O3 - IV/C.10-60 Lueshit NaNbO3 - IV/C.10-70 Nátroniobit NaNbO3 - IV/C.10-80 Macedonit PbTiO3 - IV/C.11 Stibikonitcsoport: Partzit - Bindheimit sor - IV/C.11-10 Partzit Cu2Sb2(O,OH)7 - IV/C.11-20 Stetefeldtit Ag2Sb2O6(O,OH) - IV/C.11-30 Lewisit (Ca,Fe,Na)2(Sb,Ti)2O7 - IV/C.11-40 Romeit (Ca,Fe,Mn,Na)2(Sb,Ti)2O6(O,OH,F) - IV/C.11-50 Stibikonit Sb3O6(OH) - IV/C.11-60 Bizmutostibikonit Bi(Sb,Fe)2O7 - IV/C.11-70 Bindheimit Pb2Sb2O6(O,OH) - IV/C.12 Stibikonitcsoport: Ingersonit-sor - IV/C.12-10 Ingersonit Ca3MnSb4O14 - IV/C.13 Stibikonitcsoport: Monimolit - Jixianit sor - IV/C.13-10 Monimolit (Pb,Ca)2Sb2O7 - IV/C.13-20 Jixianit Pb(W,Fe)2(O,OH)7 - IV/C.14 Stibikonitcsoport: Muratait-Y - Scheteligit sor - IV/C.14-10 Muratait (Y,Na)6(Zn,Fe)5(Ti,Nb)12O29(O,F)14 - IV/C.14-20 Scheteligit (Ca,Y,Sb,Mn)2(Ti,Ta,Nb,W)2O6(O,OH) - IV/C.15 Piroklorcsoport: Zirkelit - Zirkonolit sor - IV/C.15-10 Zirkelit (Ca,Th,Ce)Zr(Ti,Nb)2O7 - IV/C.15-20 Zirkonolit (Ca,Ce)Zr(Ti,Nb,Fe)2O7 - IV/C.15-20* Zirkonolit-2M CaZrTi2O7 - IV/C.15-20** Zirkonolit-3O (Ca,Fe,Y,Th)2Fe(Ti,Nb)3Zr2O7 - IV/C.15-20*** Zirkonolit-3T CaZrTi2O7 - IV/C.16 Piroklorcsoport: Betafit-sor ahol Ti > (Nb,Ta) - IV/C.16-10 Betafit (Ca,U)2(Ti,Nb,Ta)2O6(OH) - IV/C.16-20 Sztibiobetafit (Sb,Ca)2(Ti,Nb,Ta)2(O,OH)7 - IV/C.16-30 Ittrobetafit-(Y) (Y,U,Ce)2(Ti,Nb,Ta)2O6(OH) - IV/C.16-40 Plumbobetafit (Pb,U,Ca)(Ti,Nb)2O6(OH,F) - IV/C.17 Piroklorcsoport: Piroklor-sor ahol Nb > Ti - IV/C.17-10 Piroklor (Na,Ca)2Nb2O6(OH,F) - IV/C.17-20 Kalciobetafit Ca2(Ti,Nb)2(O,OH)7 - IV/C.17-30 Kálipiroklor (H2O,Sr)(Nb,Ti)(O,OH)6·(H2O,K) - IV/C.17-40 Stronciopiroklor Sr2Nb2(O,OH)7 - IV/C.17-50 Bariopiroklor (Ba,Sr)(Nb,Ti)2(O,OH)7 - IV/C.17-60 Ittropiroklor-(Y) (Y,Na,Ca,U)1-2(Nb,Ta,Ti)2(O,OH)7 - IV/C.17-70 Ceriopiroklor-(Ce) (Ce,Ca,Y)2(Nb,Ta)2O6(OH,F) - IV/C.17-80 Plumbopiroklor (Pb,Y,U,Ca)2-xNb2O6(OH) - IV/C.17-85 Bizmutopiroklor (Bi,U,Ca,Pb)1+x(Nb,Ta)2O6(OH)·n(H2O) - IV/C.17-90 Uránpiroklor (U,Ca,Ce)2(Nb,Ta)2O6(OH,F) - IV/C.18 Piroklorcsoport: Mikrolit-sor ahol Ta > Nb - IV/C.18-10 Mikrolit (Na,Ca)2Ta2O6(O,OH,F) - IV/C.18-20 Sztannomikrolit (Sn,Fe,Mn)(Ta,Nb,Sn)2(O,OH)7 - IV/C.18-30 Sztibiomikrolit (Sb,Ca,Na)2(Ta,Nb)2(O,OH)7 - IV/C.18-40 Bariomikrolit Ba(Ta,Nb)2(O,OH)7 - IV/C.18-50 Plumbomikrolit (Pb,Ca,U)2Ta2O6(OH) - IV/C.18-60 Nátrobiztantit (Na,Cs)Bi(Ta,Nb,Sb)4O12 - IV/C.18-70 Bizmutomikrolit (Bi,Ca)(Ta,Nb)2O6(OH) - IV/C.18-80 Uránmikrolit (U,Ca)2(Ta,Nb)2O6(OH) - IV/C.19 Piroklorcsoport - IV/C.19-10 Cesstibtantit (Cs,Na)SbTa4O12 - IV/C.20 Ferritungsztit-sor - IV/C.20-10 Ferritungsztit (K,Ca,Na)(W,Fe)2(O,OH)6·(H2O) - IV/C.21 Parbariomikrolit-sor - IV/C.21-10 Parabariomikrolit BaTa4O10(OH)2·2H20 - IV/C.22 Karboirit-sor - IV/C.22-10* Karboirit-VIII Fe(Al,Ge)2 O[(Ge,Si)O4](OH)2 - IV/C.22-10 Karboirit-III FeAl2GeO5(OH)2 - IV/C.23 Hemloit - Derbylit sor - IV/C.23-10 Hemloit (As,Sb)2(Ti,V,Fe,Al)12O23OH - IV/C.23-15 Graeserit (Fe,Ti)4Ti3AsO13(OH) - IV/C.23-20 Tomichit (V,Fe)4Ti3AsO13(OH) - IV/C.23-30 Derbylit (Fe,Fe,Ti)7SbO13(OH) - IV/C.24 Aramcolit - Arizonit sor - IV/C.24-10 Armalcolit (Mg,Fe)Ti2O5 - IV/C.24-20 Pseudobrookit (Fe,Fe)2(Ti,Fe)O5 - IV/C.24-30 Pseudorutil Fe2Ti3O9 - IV/C.25 Mongshanit - Kleberit SOR - IV/C.25-05 Mongshanit (Mg,Cr,Fe)2(Ti,Zr)5O12 - IV/C.25-10 Kleberit FeTi6O13·4(H2O) - IV/C.26 Berdesinskiit - Stibivanit sor - IV/C.26-10 Berdesinskiit V2TiO5 - IV/C.26-15 Olkhonskit (Cr,V)2Ti3O9 - IV/C.26-20 Schreyerit V2Ti3O9 - IV/C.26-30 Kyzylkumit V2Ti3O9 - IV/C.26-40 Stibivanit Sb2VO5 - IV/D Fémoxidok (fém:oxigén = 1:2) - IV/D.01 Kvarccsoport - IV/D.01-10 Kvarc SiO2 - IV/D.01-20 Tridimit SiO2 - IV/D.01-30 Krisztobalit SiO2 - IV/D.01-35 Moganit SiO2 - IV/D.01-40 Melanoflogit SiO2 ·n(C,H,O,S) - IV/D.01-40* Melanoflogit-? SiO2 ·n(C,H,O,S) - IV/D.01-50 Coesit SiO2 - IV/D.01-60 Stishovit SiO2 - IV/D.01-70 Lechatelierit SiO2 - IV/D.01-80 Opál SiO2 ·n(H2O) - IV/D.02 Rutilcsoport: Rutil - Kassziterit - Platnerit sor - IV/D.02-10 Rutil TiO2 - IV/D.02-20 Piroluzit MnO2 - IV/D.02-30 Squawcreekit (Fe,Sb,W)O4·(H2O) - IV/D.02-40 Kassziterit SnO2 - IV/D.02-45 Argutit GeO2 - IV/D.02-50 Paratellurit TeO2 - IV/D.02-60 Plattnerit PbO2 - IV/D.03 Rutilcsoport: Ilmenorutil - Strüverit sor - IV/D.03-10 Ilmenorutil (Ti,Nb,Fe)O2 - IV/D.03-20 Struverit (Ti,Ta,Fe)O2 - IV/D.04 Tapiolitcsoport - IV/D.04-00 Tapiolit (Fe,Mn)(Ta,Nb)2O6 - IV/D.04-10 Ferrotapiolit (Fe,Mn)(Ta,Nb)2O6 - IV/D.04-20 Manganotapiolit (Mn,Fe)(Ta,Nb)2O6 - IV/D.04-40 Bystromit MgSb2O6 - IV/D.04-50 Tripuhyit FeSbO4 - IV/D.04-60 Ordonezit ZnSb2O6 - IV/D.05 Cafetit-sor - IV/D.05-10 Cafetit Ca(Fe,Al)2Ti4O12·4(H2O) - IV/D.06 Belyankinit - Hochelagait sor - IV/D.06-10 Belyankinit Ca1-2(Ti,Zr,Nb)5O12·9(H2O) - IV/D.06-20 Manganbelyankinit (Mn,Ca)(Ti,Nb)5O12·9(H2O) - IV/D.06-30 Gerasimovskit (Mn,Ca)(Nb,Ti)5O12·9(H2O) - IV/D.06-35 Ternovit (Mg,Ca)Nb4O11-n(H2O) ahol n ~ 10 - IV/D.06-40 Franconit Na2Nb4O11·9(H2O) - IV/D.06-50 Hochelagait (Ca,Na,Sr)Nb4O11·8(H2O) - IV/D.07 Kriptomeláncsoport - IV/D.07-10 Jeppeit (K,Ba)2(Ti,Fe)6O13 - IV/D.08 Kriptomeláncsoport - IV/D.08-10 Manjiroit (Na,K)(Mn,Mn)8O16·n(H2O) - IV/D.08-20 Kriptomelán K(Mn,Mn)8O16 - IV/D.08-25 Strontiomelán SrMn6Mn2O16 - IV/D.08-30 Priderit (K,Ba)(Ti,Fe)8O16 - IV/D.08-33 Henrymeyerit BaFeTi7O16 - IV/D.08-35 Ankangit Ba(Ti,V,Cr)8O16 - IV/D.08-40 Mannardit BaTi6V2O16·(H2O) - IV/D.08-50 Redledgeit BaTi6Cr2O16·(H2O) - IV/D.08-60 Hollandit Ba(Mn,Mn)8O16 - IV/D.08-70 Coronadit Pb(Mn,Mn)8O16 - IV/D.08-80 Cesarolit PbH2Mn3O8 - IV/D.09 Todorokit - Romanechit sor - IV/D.09-10 Todorokit (Na,Ca,K)2(Mn,Mn)6O12·3-4,5(H2O) - IV/D.09-20 Woodruffit (Zn,Mn)2Mn5O12·4(H2O) - IV/D.09-30 Romanechit (Ba,H2O)2(Mn,Mn)5O10 - IV/D.10 Ramsdellit - Vernadit sor - IV/D.10-10 Ramsdellit MnO2 - IV/D.10-15 Akhtenskit MnO2 - IV/D.10-20 Nsutit (Mn1-x)(Mnx)(O2-2x)(OH2x) ahol x = 0,06-0,07 - IV/D.10-30 Vernadit (Mn,Fe,Ca,Na)(O,OH)2·n(H2O) - IV/D.12 Rancieit - Takanelit sor - IV/D.12-10 Rancieit (Ca,Mn)Mn4O9·3(H2O) - IV/D.12-20 Takanelit (Mn,Ca)Mn4O8·(H2O) - IV/D.13 Janggunit-sor - IV/D.13-10 Janggunit Mn5-x(Mn,Fe)1+xO8(OH)6, x = 0,2 - IV/D.14 Anatáz - Downeyit sor - IV/D.14-10 Anatáz TiO2 - IV/D.14-20 Downeyit SeO2 - IV/D.15 Brookit - Kuranakhit sor - IV/D.15-10 Brookit TiO2 - IV/D.15-20 Srilankit (Ti,Zr)O2 - IV/D.15-25 Carmichaelit (Ti,Cr,Fe)[O2-x(OH)x],x~0,5 - IV/D.15-30 Tellurit TeO2 - IV/D.15-40 Scrutinyit PbO2 - IV/D.15-50 Kuranakhit PbMnTeO6 - IV/D.16 Wolframitsor - IV/D.16-00 Wolframit (Fe,Mn)WO4 - IV/D.16-10 Hubnerit MnWO4 - IV/D.16-20 Ferberit FeWO4 - IV/D.16-30 Sanmartinit (Zn,Fe)WO4 - IV/D.16-40 Wolframoixiolit (Fe,Mn,Nb)(Nb,W,Ta)O4 - IV/D.17 Qitianglinit - Litiowodginit sor - IV/D.17-05 Koragoit (Mn,3(Nb,Ta,Ti)2(Nb,Mn)2(W,Ta)2O20 - IV/D.17-10 Qitianlingit Fe2Nb2WO10 - IV/D.17-20 Ashanit (Nb,Ta,U,Fe,Mn)4O8 - IV/D.17-30 Ixiolit (Ta,Nb,Sn,Mn,Fe)O2 - IV/D.17-40 Titanowodginit (Mn,Fe)(Ti,Sn)(Ta,Nb)2O8 - IV/D.17-50 Wodginit Mn(Sn,Ta)(Ta,Nb)2O8 - IV/D.17-55 Ferrotitanowodginit FeTiTa2O8 - IV/D.17-60 Ferrowodginit FeSnTa2O8 - IV/D.17-70 Litiowodginit LiTa3O8 - IV/D.18 Kolumbit-sor - IV/D.18-10 Magneziokolumbit (Mg,Fe,Mn)(Nb,Ta)2O6 - IV/D.18-20 Manganokolumbit (Mn,Fe)(Nb,Ta)2O6 - IV/D.18-30 Ferrokolumbit FeNb2O6 - IV/D.18-35 Magneziotantalit (Mg,Fe)(Ta,Nb)2O6 - IV/D.18-40 Manganotantalit MnTa2O6 - IV/D.18-50 Ferrotantalit FeTa2O6 - IV/D.19 Polikrász-(Y) - Loranskit-(Y) sor - IV/D.19-10 Polikrász-(Y) (Y,Ca,Ce,U,Th)(Ti,Nb,Ta)2O6 - IV/D.19-15 Uranopolikrász (U,Y)(Ti,Nb,Ta)2O6 - IV/D.19-20 Ittrokrászit-(Y) (Y,Th,Ca,U)(Ti,Fe)2(O,OH)6 - IV/D.19-30 Ferszmit (Ca,Ce,Na)(Nb,Ta,Ti)2(O,OH,F)6 - IV/D.19-40 Euxenit-(Y) (Y,Ca,Ce)(Nb,Ta,Ti)2O6 - IV/D.19-60 Samarskit-(Y) (Y,Fe,U)(Nb,Ta)5O4 - IV/D.19-70 Ishikawait (U,Fe,Y,Ca)(Nb,Ta)O4 - IV/D.19-80 Ittrokolumbit-(Y) (Y,U,Fe++)(Nb,Ta)O4 - IV/D.19-90 Ittrotantalit-(Y) (Y,U,Fe++)(Ta,Nb)O4 - IV/D.19-100 Loranskit-(Y) (Y,Ce,Ca)ZrTaO6 - IV/D.20 Kassit - Lucasit-(Ce) sor - IV/D.20-10 Kassit CaTi2O4(OH)2 - IV/D.20-20 Kobeit-(Y) (Y,U)(Ti,Nb)2(O,OH)6 - IV/D.20-30 Lucasit-(Ce) CeTi2(O,OH)6 - IV/D.21 Aeschynit-sor - IV/D.21-10 Aeschynite-(Y) (Y,Ca,Fe)(Ti,Nb)2(O,OH)6 - IV/D.21-20 Aeschynit-(Ce) (Ce,Ca,Fe)(Ti,Nb)2(O,OH)6 - IV/D.21-30 Aeschynit-(Nd) (Nd,Ce)(Ti,Nb)2(O,OH)6 - IV/D.21-40 Vigezzit (Ca,Ce)(Nb,Ta,Ti)2O6 - IV/D.21-50 Niobo-aeschynit-(Ce) (Ce,Ca)(Nb,Ti)2(O,OH)6 - IV/D.21-60 Niobo-aeschynit-(Nd) (Nd,Ce)(Nb,Ti)2(O,OH)6 - IV/D.21-70 Rynersonit Ca(Ta,Nb)2O6 - IV/D.21-80 Tantalaeschynit-(Y) (Y,Ce,Ca)(Ta,Ti,Nb)2O6 - IV/D.22 Thorutit - Orthobrannerit sor - IV/D.22-10 Thorutit (Th,U,Ca)Ti2(O,OH)6 - IV/D.22-20 Brannerit (U,Ca,Ce)(Ti,Fe)2O6 - IV/D.22-30 Orthobrannerit U2Ti4O12(OH)2 - IV/D.23 Petscheckit - Liandratit sor - IV/D.23-10 Petscheckit Fe(Nb,Ta)2O8 - IV/D.23-20 Liandratit UNb,Ta)2O8 - IV/D.24 Fergusonit-(Y) - Formanit-(Y) sor - IV/D.24-10 Fergusonit-?-(Y) YNbO4 - IV/D.24-20 Fergusonit-?-(Ce) (Ce,La,Nd)NbO4 - IV/D.24-30 Fergusonit-?-(Nd) (Nd,Ce)NbO4 - IV/D.24-40 Fergusonit-(Y) YNbO4 - IV/D.24-50 Fergusonit-(Ce) (Ce,La,Y)NbO4 - IV/D.24-60 Fergusonit-(Nd) (Nd,Ce)(Nb,Ti)O4 - IV/D.24-70 Formanit-(Y) YTaO4 - IV/D.25 Cervantit - Chiluit sor - IV/D.25-05 Clinocervantit Sb2O4 - IV/D.25-10 Cervantit Sb2O4 - IV/D.25-20 Sztibiokolumbit SbNbO4 - IV/D.25-30 Sztibiotantalit SbTaO4 - IV/D.25-35 Bizmutokolumbit Bi(Nb,Ta)O4 - IV/D.25-40 Bizmutotantalit Bi(Ta,Nb)O4 - IV/D.25-70 Chiluit Bi6Te2Mo2O21 - IV/D.26 Litiotantit - Cezplumtantit sor - IV/D.26-10 Litiotantit Li(Ta,Nb)3O8 - IV/D.26-20 Nátrotantit Na2Ta4O11 - IV/D.26-30 Irtyshit Na2(Ta,Nb)4O11 - IV/D.26-40 Kalciotantit Ca(Ta,Nb)4O11 - IV/D.26-50 Ungursait NaCa5(Ta,Nb)24O65(OH) - IV/D.26-60 Cezplumtantit (Cs,Na,Ca)2(Pb,Sb,Sn)3Ta8O24 - IV/D.27 Bahianit - Sosedkoit sor - IV/D.27-10 Bahianit Al5Sb3O14(OH)2 - IV/D.27-20 Simpsonit Al4(Ta,Nb)3O13(OH) - IV/D.27-30 Alumotantit AlTaO4 | - IV/D.27-40 Rankamait (Na,K,Pb,Li)3(Ta,Nb,Al)11(O,OH)30 - IV/D.27-50 Sosedkoit (K,Na)5Al2(Ta,Nb)22O60 - IV/D.28 Badleyit - Uraninit sor, Tugarinovit - IV/D.28-10 Tugarinovit MoO2 - IV/D.28-20 Tungsztibit Sb2O3·WO3 - IV/D.29 Badleyit - Uraninit sor, Foordit - Thoreaulit - IV/D.29-10 Foordit Sn(Nb,Ta)2O6 - IV/D.29-20 Thoreaulit SnTa2O6 - IV/D.30 Badleyit - Uraninit sor, Changbait - IV/D.30-05 Rosiait PbSb2O6 - IV/D.30-10 Changbaiit PbNb2O6 - IV/D.31 Badleyit - Uraninit sor - IV/D.31-10 Baddeleyit ZrO2 - IV/D.31-20 Tazheranit CaTiZr2O8 - IV/D.31-30 Calzirtit CaZr3TiO9 - IV/D.31-35 Hiarneit (Ca,Mn,Na)2(Zr,Mn)5(Sb,Ti,Fe)2O16 - IV/D.31-40 Cerianit-(Ce) (CeTh)O2 - IV/D.31-50 Thorianit ThO2 - IV/D.31-60 Uraninit UO2 - IV/E Fémoxidok (fém:oxigén < 1:2) - IV/E.01 Tantit-sor - IV/E.01-10 Tantit Ta2O5 - IV/E.02 Tungsztit - Cerotungsztit-(Ce) sor - IV/E.02-10 Tungsztit WO3·(H2O) - IV/E.02-20 Meymacit WO3·2(H2O) - IV/E.02-30 Hidrotungsztit H2WO4·(H2O) - IV/E.02-40 Alumotungsztit (W,Al)(O,OH)3 - IV/E.02-50 Anthoinit AlWO3(OH)3 - IV/E.02-60 Mpororoit Al(WO3)(OH)3·2(H2O) - IV/E.02-70 Ittrotungsztit-(Y) YW2O6(OH)3 - IV/E.02-75 Ittrotungsztit-(Ce) (Ce,Nd,Y)W2O6(OH)3 - IV/E.02-80 Cerotungsztit-(Ce) CeW2O6(OH)3 - IV/E.03 Molibdit - Ilsemannit sor - IV/E.03-10 Molibdit MoO3 - IV/E.03-20 Sidwillit MoO3·2(H2O) - IV/E.03-30 Ilsemannit Mo3O8·n(H2O) - IV/E.03-40 Bamfordit FeMo2O6(OH)3·(H2O) - IV/F Hidroxidok és víztartalmú oxidok - IV/F.01 Sassolit - Klinobehoit sor - IV/F.01-10 Sassolit H3BO3 - IV/F.01-20 Behoit Be(OH)2 - IV/F.01-30 Klinobehoit Be(OH)2 - IV/F.02 Gibbsit - Doyleit sor - IV/F.02-10 Gibbsit Al(OH)3 - IV/F.02-20 Bayerit Al(OH)3 - IV/F.02-30 Nordstrandit Al(OH)3 - IV/F.02-40 Doyleit Al(OH)3 - IV/F.03 Brucit-sor - IV/F.03-10 Brucit Mg(OH)2 - IV/F.03-20 Amakinit (Fe++,Mg)(OH)2 - IV/F.03-30 Pirochroit Mn(OH)2 - IV/F.03-40 Theophrastit Ni(OH)2 - IV/F.03-50 Paraotwayit Ni(OH)2-x(SO4,CO3)0,5x x=0,5 Pm m - IV/F.03-60 Sweetit Zn(OH)2 - IV/F.03-70 Ashoverit Zn(OH)2 - IV/F.03-80 Wulfingit Zn(OH)2 - IV/F.03-90 Spertiniit Cu(OH)2 - IV/F.03-100 Portlandit Ca(OH)2 - IV/F.04 Jamborit - Bottinoit sor - IV/F.04-10 Jamborit (Ni,Ni,Fe)(OH)2(OH,S,(H2O)) - IV/F.04-15 Brandholzit Mg[Sb(OH)6]2·6(H2O) - IV/F.04-20 Bottinoit NiSb2(OH)12·6(H2O) - IV/F.05 Meixnerit - Muszkoxit sor - IV/F.05-10 Meixnerit Mg6Al2(OH)18·4(H2O) - IV/F.05-15 Woodallit Mg6Cr2(OH)16Cl2·4(H2O) - IV/F.05-20 Iowait Mg4FeOH)8OCl·2-4(H2O) - IV/F.05-30 Muszkoxit Mg7Fe4O13·10(H2O) - IV/F.06 Diaszpor - Goethit - Faitknechtit sor - IV/F.06-10 Diaszpor AlO(OH) - IV/F.06-20 Böhmit AlO(OH) - IV/F.06-25 Tsumgallit GaO(OH) - IV/F.06-30 Goethit Fe+O(OH) - IV/F.06-40 Lepidokrokit FeO(OH) - IV/F.06-50 Akaganeit Fe(O,OH,Cl) - IV/F.06-60 Feroxihit FeO(OH) - IV/F.06-70 Manganit MnO(OH) - IV/F.06-80 Groutit MnO(OH) - IV/F.06-90 Feitknechtit MnO(OH) - IV/F.07 Litioforit - Grimaldiit sor - IV/F.07-10 Litioforit (Al,Li)MnO2(OH)2 - IV/F.07-20 Aszbolán (Co,Ni)1-y(MnO2)2-x(OH)2-2y+2x·n(H2O) - IV/F.07-30 Heterogenit-2H Co+++O(OH) - IV/F.07-40 Heterogenit-3R Co+++O(OH) - IV/F.07-50 Bracewellit Cr+++O(OH) - IV/F.07-60 Guyanait CrO(OH) - IV/F.07-70 Grimaldiit Cr+++O(OH) - IV/F.08 Tivanit - Paramontroseit sor - IV/F.08-10 Tivanit VTiO3(OH) - IV/F.08-20 Montroseit (VFe,V)O(OH) - IV/F.08-30 Paramontroseit VO2 - IV/F.09 Akdalait - Ferrihidrit sor - IV/F.09-10 Akdalait (Al2O3)4·(H2O) - IV/F.09-20 Ferrihidrit Fe2O3·0,5(H2O) - IV/F.10 Hidrokalumit-sor - IV/F.10-10 Hidrokalumit Ca2Al(OH)6[Cl1-x(OH)x]·3(H2O) - IV/F.10-20 Kuzelit Ca4Al2,4(OH)12,8(SO4)·6(H2O) - IV/F.11 Jiansuiit - Birnessit sor - IV/F.11-05 Jianshuiit (Mg,Mn)Mn3O7·3(H2O) - IV/F.11-10 Aurorit (Mn,Ag,Ca)Mn3O7·3(H2O) - IV/F.11-15 Ernienickelit NiMn3O7·3(H2O) - IV/F.11-20 Kalkofanit(Zn,Fe,Mn)3O7·3(H2O) - IV/F.11-25 Cianciulliit Mn(Mg,Mn)2Zn2(OH)10·2-4(H2O) - IV/F.11-30 Birnessit (Na,Ca,K)x(Mn,Mn)2O4·1,5(H2O) - IV/F.12 Cianofillit - Kualsztibit sor - IV/F.12-10 Cianofillit Cu5Al2(SbO4)3(OH)7·9(H2O) - IV/F.12-20 Kualsztibit Cu6Al3(SbO4)3(OH)12·10(H2O) - IV/F.13 Shakhovit-sor - IV/F.13-10 Shakhovit Hg4SbO3(OH)3 - IV/F.14 Quenselit-sor - IV/F.14-10 Quenselit PbMnO2(OH) - IV/F.15 Söhngeit - Bernalit sor - IV/F.15-10 Sohngeit Ga(OH)3 - IV/F.15-20 Dzhalindit In(OH)3 - IV/F.15-30 Bernalit Fe(OH)3 - IV/F.16 Schönfliesit-csoport - IV/F.16-10 Schönfliesit MgSn(OH)6 - IV/F.16-20 Burtit CaSn(OH)6 - IV/F.16-30 Wickmanit MnSn(OH)6 - IV/F.16-40 Natanit FeSn(OH)6 - IV/F.16-50 Mushistonit (Cu,Zn,Fe)Sn(OH)6 - IV/F.16-60 Vismirnovit ZnSn(OH)6 - IV/F.17 Stottitcsoport: Mopungit - Stottit sor - IV/F.17-10 MopungiteNaSb(OH)6 - IV/F.17-20 Tetrawickmanit MnSn(OH)6 - IV/F.17-30 Jeanbandyit (Fe,Mn)Sn(OH)6 - IV/F.17-40 Stottit FeGe(OH)6 - IV/F.17-50 Eyselit FeGe3O7(OH) - IV/F.18 Stottitcsoport: Varlamoffit-sor - IV/F.18-10 Varlamoffit (Sn,Fe)(O,OH)2 - IV/F.19 Stottitcsoport: Kimrobinsonit-sor - IV/F.19-10 Kimrobinsonit Ta(OH)3(O,CO3) - IV/G Vanádiumoxidok - IV/G.01 Hümulit - Sherwoodit sor - IV/G.01-10 Hümulite Na4Mg(V10O28)·24(H2O) - IV/G.01-20 Hummerit KMgV5O14·8(H2O) - IV/G.01-25 Ronneburgit K2MnV4O12 - IV/G.01-30 Pascoit Ca3V10O28·17(H2O) - IV/G.01-40 Sherwoodit Ca9Al2V4V24O80·56(H2O) - IV/G.02 Vanoxit - IV/G.02-10 Vanoxit V6O13·8(H2O) - IV/G.03 Kazakhsztanit - IV/G.03-10 Kazakhsztanit Fe5V3V12O39·8,5(H2O) - IV/G.04 Vanalit - IV/G.04-10 Vanalit NaAl8V10O38·30(H2O) - IV/G.05 Namibit - IV/G.05-10 Rauvit Ca(UO2)2V10O28·16(H2O) - IV/G.05-20 Uvanit U2V6O21·15(H2O) - IV/G.07 Navajoit-Metadelrioit sor - IV/G.07-10 Navajoit V2O5·3(H2O) - IV/G.07-15 Ankinovichit (Ni,Zn)Al4(VO3)2(OH)12(H2O)2,5 - IV/G.07-20 Alvanit (Zn,Ni)Al4(VO3)2(OH)12·2(H2O) - IV/G.07-30 Munirit NaVO3·(2-x)(H2O) - IV/G.07-40 Metamunirit NaVO3 - IV/G.07-45 Dickthomssenit Mg(V2O6)·7(H2O) - IV/G.07-48 Ansermetit MnV2O6·4(H2O) - IV/G.07-50 Rossit CaV2O6·4(H2O) - IV/G.07-60 Metarossit CaV2O6·2(H2O) - IV/G.07-70 Delrioit CaSrV2O6(OH)2·3(H2O) - IV/G.07-80 Metadelrioit CaSrV2O6(OH)2·(H2O) - IV/G.08 Heggit - Lenoblit sor - IV/G.08-10 Haggit V2O2(OH)3 - IV/G.08-20 Doloresit H8V6O16 - IV/G.08-30 Duttonit VO(OH)2 - IV/G.08-40 Lenoblit V2O4·2(H2O) - IV/G.09 Shcherbinait-sor - IV/G.09-10 Shcherbinait V2O5 - IV/G.09-20 Cavoit CaV3O7 - IV/G.10 Melanovanadit-sor - IV/G.10-10 Melanovanadit CaV2V2O10·5(H2O) - IV/G.11 Bariandit - Corvusit sor - IV/G.11-10 Bariandit Al0,6V8O20·9(H2O) - IV/G.11-20 Bokit (Al,Fe)1,3(V,Fe)8O20·4,7(H2O) - IV/G.11-30 Straczekit (Ca,K,Ba)2V8O20·3(H2O) - IV/G.11-35 Fernandinit CaV8O20·4(H2O) - IV/G.11-40 Corvusit (Na,Ca,K)V8O20·4(H2O) - IV/G.12 Barnessit - Metahewettit sor - IV/G.12-10 Barnesit Na2V6O16·3(H2O) - IV/G.12-20 Grantsit Na4CaxV2xV12-2xO32·8(H2O) - IV/G.12-30 Hendersonit Ca1,3V6O16·6(H2O) - IV/G.12-40 Hewettit CaV6O16·9(H2O) - IV/G.12-50 Metahewettit CaV6O16·3(H2O) - IV/G.13 Bannermannit-sor - IV/G.13-10 Bannermanit (Na,K)0,7V6O15 - IV/G.13-20 Foszfovanadilit (Ba,Ca,K,Na)x[(V,Al)4P2(O,OH)16]·12(H2O) x~0.66 - IV/H Uránhidroxidok - IV/H.01 Ianthinit - Paraschoepit sor - IV/H.01-10 Ianthinit (UO2)·5(UO3)·10(H2O) - IV/H.01-20 Studtit [(UO2)O2(H2O)2](H2O)2 - IV/H.01-30 Metastudtit UO4·2(H2O) - IV/H.01-40 Schöpit (UO2)8O2(OH)12·12(H2O) - IV/H.01-50 Metaschöpit UO3·n(H2O)(n<2) - IV/H.01-60 Paraschöpit UO3·2(H2O) - IV/H.02 Agrinierit - Rameauit sor - IV/H.02-10 Agrinierit (K2,Ca,Sr)U3O10·4(H2O) - IV/H.02-20 Rameauit K2CaU6O20·9(H2O) - IV/H.03 Comperignacit - Billietit sor - IV/H.03-10 Compreignacit K2(UO2)6O4(OH)6·8(H2O) - IV/H.03-20 Becquerelit Ca(UO2)6O4(OH)6·8(H2O) - IV/H.03-30 Protasit Ba(UO2)3O3(OH)2·3(H2O) - IV/H.03-40 Billietit Ba(UO2)6O4(OH)6·8(H2O) - IV/H.04 Vandenbrandeit - IV/H.04-10 Vandenbrandeit Cu(UO2)(OH)4 - IV/H.05 Clarkeit - IV/H.05-10 Clarkeit (Na,Ca,Pb)(UO2)O(OH)·0-1(H2O) - IV/H.06 Calciouranoit - Wölsendorfit sor - IV/H.06-10 Kalciouranoit (Ca,Ba,Pb)U2O7·5(H2O) - IV/H.06-20 Metacalciouranoit (Ca,Na,Ba)U2O7·2(H2O) - IV/H.06-30 Bauranoit BaU2O7·4-5(H2O) - IV/H.06-40 Wolsendorfit (Pb,Ba,Ca)U2O7·2(H2O) - IV/H.07 Fourmarierit - Masuyit sor - IV/H.07-10 Fourmarierit Pb(UO2)4O3(OH)4·4(H2O) - IV/H.07-20 Vandendriesscheit Pb(UO2)10O6(OH)11·11(H2O) - IV/H.07-30 Metavandendriesscheit PbU7O22·n(H2O)(n<12) - IV/H.07-40 Sayrit Pb2(UO2)5O6(OH)2·4(H2O) - IV/H.07-45 Spriggit Pb3[(UO2)6O8(OH)2](H2O)x; x ~ 3 - IV/H.07-50 Curit Pb3+x(H2O)2[(UO2)4+x(OH)3-x]2, x~0,5 - IV/H.07-60 Richetit PbU4O13·4(H2O) - IV/H.07-70 Masuyit Pb[(UO2)3O3(OH)2]·3(H2O) - IV/H.08 Uranosphaerit-sor - IV/H.08-10 Uranosphaerit Bi(UO2)O2(OH) - IV/J Arzenidek - IV/J.01 Reinerit-sor - IV/J.01-10 Reinerit Zn3(AsO3)2 - IV/J.01-30 Orlandiit Pb3(Cl,OH)4(SeO3)·(H2O) - IV/J.02 Nanlingit-sor - IV/J.02-10 Nanlingit CaMg4(AsO3)2F4 - IV/J.03 Finnemanit - Nealit sor - IV/J.03-10 Finnemanit Pb5(AsO3)3Cl - IV/J.03-20 Freedit Pb8Cu(AsO3)2O3Cl5 - IV/J.03-30 Trigonit Pb3Mn(AsO3)2(AsO2OH) - IV/J.03-40 Rouseit Pb2Mn(AsO3)2·2(H2O) - IV/J.03-50 Nealit Pb4Fe(AsO4)2Cl4 - IV/J.04 Zimbabweit-sor - IV/J.04-10 Zimbabweit Na(Pb,Na,K)2(Ta,Nb,Ti)4As4O18 - IV/J.04-50 Ekatit (Fe,Fe,Zn)12(OH)6[AsO3]6[AsO3,HOSiO3]2 - IV/J.05 Asbeckasit - Cafarsit sor - IV/J.05-10 Chadwickit (UO2)H(AsO3) - IV/J.05-20 Cafarsit Ca8(Ti,Fe,Fe,Mn)6-7(AsO3)12·4(H2O) - IV/J.05-50 Georgbokiit Cu5O2(SeO3)2Cl2 - IV/J.05-55 Chloromenit Cu9O2(SeO3)4Cl6 - IV/J.05-60 Ilinskit NaCu5O2(SeO3)2Cl - IV/J.06 Stenhuggarit - Lazarenkoit sor - IV/J.06-10 Stenhuggarit CaFeAsO2)(AsSbO5) - IV/J.06-20 Lazarenkoit CaFeAs3O7·3(H2O) - IV/J.06-25 Vajdakit [(MoO2)2(H2O)2As2O5]·(H2O) - IV/J.07 Karibibit - Ludlockit sor - IV/J.07-10 Karibibit Fe2As4(O,OH)9 - IV/J.07-20 Ludlockit (Fe,Pb)As2O6 - IV/J.07-20* Ludlockit-(Pb) PbFe4As10O22 - IV/J.08 Fetiasit - Schneiderhöhnit sor - IV/J.08-05 Fetiasit (Fe,Fe,Ti)3O2(As2O5) - IV/J.08-10 Schneiderhohnit Fe4As5O13 - IV/J.09 Magnussonit - Armangit sor - IV/J.09-10 Magnussonit MnAs3O9(OH,Cl) - IV/J.09-20 Armangit Mn26As18O50(OH)4(CO3) - IV/J.10 Manganarsit - Leiteit sor - IV/J.10-10 Manganarsit Mn3As20*4(OH)4 - IV/J.10-20 Leiteit ZnAs2O4 - IV/J.11 Paulmooreit - Gebhardit sor - IV/J.11-10 Paulmooreit Pb2As2O5 - IV/J.11-20 Gebhardit Pb8(As2O5)2OCl6 - IV/K Szulfidok, szelenidek, telluridok [XO3]2 gyökkel - IV/K.01 Scotlandit - Molibdomenit sor - IV/K.01-10 Scotlandit PbSO3 - IV/K.01-20 Molibdomenit PbSeO3 - IV/K.02 Balyakinit - Plumbotellurit sor - IV/K.02-10 Balyakinit CuTeO3 - IV/K.02-20 Magnolit Hg2TeO3 - IV/K.02-30 Fairbankit PbTeO3 - IV/K.02-40 Plumbotellurit PbTeO3 - IV/K.03 Schmitterit - Moctezumit sor - IV/K.03-10 Schmitterit (UO2)TeO3 - IV/K.03-20 Moctezumit Pb(UO2)(TeO3)2 - IV/K.04 Smirnit - Chekhovicit sor - IV/K.04-10 Smirnit Bi2TeO5 - IV/K.04-15 Pingguit Bi6Te2O13 - IV/K.04-20 Chekhovichit (Bi,Pb,Fe)2Te4O11 - IV/K.05 Gravegliait - Sophiit sor - IV/K.05-05 Gravegliaite Mn(SO3)·3(H2O) - IV/K.05-10 Hannebachit 2CaSO3·(H2O) - IV/K.05-15 Orschallit Ca3(SO3)2SO4·12(H2O) - IV/K.05-20 Graemit CuTeO3·(H2O) - IV/K.05-30 Choloalit CuPb(TeO3)2 - IV/K.05-40 Sophiit Zn2(SeO3)Cl2 - IV/K.05-70 Burnsit KCdCu7O2(SeO3)2Cl9 - IV/K.06 Kalkomenit - Cesbronit sor - IV/K.06-10 Kalkomenit CuSeO3·2(H2O) - IV/K.06-20 Teineit CuTeO3·2(H2O) - IV/K.06-30 Cesbronit Cu5(TeO3)2(OH)6·2(H2O) - IV/K.06-30* Cesbronit-x Cu5(TeO3)2(OH)6·2(H2O) - IV/K.07 Klinokalkomenit - Ahlfeldit' - IV/K.07-10 Klinokalkomenit CuSeO3·2(H2O) - IV/K.07-20 Cobaltomenit CoSeO3·2(H2O) - IV/K.07-30 Ahlfeldit (Ni,Co)SeO3·2(H2O) - IV/K.08 Mandarinoit-sor - IV/K.08-10 Mandarinoit Fe2Se3O9·6(H2O) - IV/K.09 Blakeit - Poughit sor - IV/K.09-10 Blakeit Fe2(TeO3)3 - IV/K.09-20 Sonorait FeTeO3(OH)·(H2O) - IV/K.09-30 Emmonsit Fe2Te3O9·2(H2O) - IV/K.09-40 Rodalquilarit H3Fe2(TeO3)4Cl - IV/K.09-50 Poughit Fe2(TeO3)2(SO4)·3(H2O) - IV/K.10 Keystoneit - Francisit sor - IV/K.10-10 Keystoneit Mg0,5[NiFe(TeO3)3]·4,5(H2O) - IV/K.10-20 Kinichilit Mg0,5[MnFe(TeO3)3]·4,5(H2O) - IV/K.10-30 Zemannit Mg0,5[ZnFe(TeO3)3]·4,5(H2O) - IV/K.10-40 Quetzalcoatlit Zn8Cu4(TeO3)3(OH)18 - IV/K.10-50 Francisit Cu3Bi(SeO3)2O2Cl - IV/K.11 Derriksit - Demesmaekerit sor - IV/K.11-10 Derriksit Cu4(UO2)(SeO3)2(OH)6 - IV/K.11-20 Marthozit Cu[(UO2)3(SeO3)2O2]·8(H2O) - IV/K.11-25 Haynesit (UO2)3(SeO3)2(OH)2·5(H2O) - IV/K.11-26 Larisait Na(H3O)(UO2)3(SeO3)2O2·4(H2O) - IV/K.11-28 Piretit Ca(UO2)3(SeO3)2(OH)4-4(H2O) - IV/K.11-30 Guilleminit Ba(UO2)3(SeO3)2O2·3(H2O) - IV/K.11-40 Demesmaekerit Pb2Cu5(UO2)2(SeO3)6(OH)6·2(H2O) - IV/K.12 Rayit - Mackayit sor - IV/K.12-10 Rayit CuTe2O5 - IV/K.12-20 Denningit (Mn,Zn)Te2O5 - IV/K.12-30 Mackayit FeTe2O5(OH) - IV/K.13 Spiroffit - Carlfriesit sor - IV/K.13-05 Cinkospiroffit Zn2Te3O8 - IV/K.13-10 Spiroffit (Mn,Zn)2Te3O8 - IV/K.13-20 Mroseit CaTeCO3)O2 - IV/K.13-30 Carlfriesit CaTe2TeO8 - IV/K.14 Winstanleyit - Cliffordit sor - IV/K.14-05 Walfordit (Fe,Te)Te3O8 - IV/K.14-10 Winstanleyit TiTe3O8 - IV/K.14-20 Cliffordit UTe3O9 - IV/K.15 Yafsoanit - Cuzticit sor - IV/K.15-10 Frankhawthorneit Cu2TeO4(OH)2 - IV/K.15-12 Xocomecatlit Cu3TeO4(OH)4 - IV/K.15-15 Mcalpineit Cu3TeO6·(H2O) - IV/K.15-16 Jensenit Cu3TeO6·2(H2O) - IV/K.15-18 Leisingit Cu(Mg,Cu,Fe,Zn)2TeO6·6(H2O) - IV/K.15-19 Utahit Cu5Zn3(TeO4)4(OH)8·7(H2O) - IV/K.15-20 Cuzticit Fe2TeO6·3(H2O) - IV/K.15-30 Yafsoanit Ca3Te2Zn3O12 - IV/K.15-40 Khinit PbCu3TeO6(OH)2 - IV/K.15-50 Parakhinit Cu3PbTeO4(OH)6 - IV/K.15-60 Montanit Bi2TeO6·2(H2O) - IV/K.16 Dugganie - Tlalocit sor - IV/K.16-05 Juabit (Ca,Fe)Cu10(TeO3)4(AsO4)4(OH)2·4(H2O) - IV/K.16-10 Dugganit Pb3Zn3Te(As,V,Si)2(O,OH)14 - IV/K.16-12 Kuksit Pb3Zn3TeO6(PO4)2 - IV/K.16-15 Cheremnykhit Zn3Pb3TeO6(VO4)2 - IV/K.16-20 Tlalocit Cu10Zn6(TeO3)(TeO4)2Cl(OH)25·27(H2O) - IV/K.17 Tlapallit-sor - IV/K.17-10 Tlapallit H6(Ca,Pb)2Cu3(SO4)(TeO3)4(TeO6) - IV/K.17-20 Schieffelinit Pb(Te,S)O4·(H2O) - IV/K.18 Yecorait-sor - IV/K.18-10 Yecorait Bi5Fe3(TeO3)(TeO4)2O9·9(H2O) - IV/K.19 Girdit - Eztlit sor - IV/K.19-10 Girdit Pb3H2(TeO3)(TeO6) - IV/K.19-20 Oboyerit Pb6H6(TeO3)3(TeO6)2·2(H2O) - IV/K.19-30 Eztlit Pb2Fe6(TeO3)3(TeO6)(OH)10·8(H2O) - IV/L. Jodátok - IV/L.01 Lautarit - Dietzeit sor - IV/L.01-10 Lautarit Ca(IO3)2 - IV/L.01-20 Bruggenit Ca(IO3)2·(H2O) - IV/L.01-30 Dietzeit Ca2(IO3)2(CrO4) - IV/L.02 Salesit - Bellingerit sor - IV/L.02-10 Salesit Cu(IO3)(OH) - IV/L.02-20 Bellingerit Cu3(IO3)6·2(H2O) - IV/L.03 Seelingerit - Schwartzembergit sor - IV/L.03-10 Seeligerit Pb3Cl3(IO3)O - IV/L.03-20 Schwartzembergit Pb6(IO3)2O3Cl4 - IV/X Osztályozatlan oxidok - IV/X.00 Crichtonitcsoport - IV/X.00-00 Cleusonit Pb(U,U)(Ti,Fe2,Fe3)20(O,OH)38 - IV/X.00-00 Cinkalsztibit Zn2AlSb(OH)12 - IV/X.00-00 Fougerit (Fe,Mg)6Fe2(OH)18·4(H2O) - IV/X.00-00 Braunit-II MnMn6SiO12 - IV/X.00-00 Iwashiroit-(Y) YTaO4 - IV/X.00-00 Krasnogorit WO3 - IV/X.00-00 Pszilomelán (Ba,H2O)2Mn5O10 - IV/X.00-00 Romanit (Fe,U,Pb)2(Ti,Fe)O4 - IV/X.00-00 Tantalowodginit (Mn2,[ ])4Ta4Ta8O32 - IV/X.00-00 Clinobirnessit Na4Mn14O27·9(H2O) - IV/X.00-00 Holfertit U2-xTi(O8-xOH4x)[(H2O)3Cax] - IV/X.00-00 Elsmoreit WO3·0,5(H2O) |